# Danh sách tranh vẽ của William-Adolphe Bouguereau
Trang này liệt kê những bức tranh của William Bouguereau (La Rochelle, 30 tháng 11 năm 1825 - La Rochelle, 19 tháng 8 năm 1905)

## Thập niên 1840
| Hình ảnh                                                        | Tựa đề                                                | Năm  | Kích thước     | Ghi chú | Nơi bảo tồn                       | Số hiệu trong Danh mục (Bartoli-Ross, 2010) |
|                                                                 | Jacob reçoit la tunique ensanglantée de Joseph        | 1845 | 110,5 x 144 cm | Peint pour le concours de peinture historique de l'École des Beaux-Arts de Bordeaux en 1845.                                         | Bộ sưu tập tư nhân                | 1845/01                                     |
|                                                                 | Portrait de Tante Adèle                               | 1845 | 55 x 46 cm     | | La Rochelle, musée des Beaux-Arts | 1845/02                                     |
|                                                                 | Portrait d'une femme assise avec un nœud rose         | 1845 | 32,5 x 24 cm   | | Bộ sưu tập tư nhân                | 1845/03                                     |
|                                                                 | Portrait d'une femme assise                           | 1845 | 32 x 24 cm     | | Bộ sưu tập tư nhân                | 1845/04                                     |
| - Tập tin:Portrait abbés Hontang                                | Portrait de l'un des abbés Hontang                    | 1846 | 60 x 50,5 cm   | | Bộ sưu tập tư nhân                | 1846/01                                     |
|                                                                 | Portrait de Ferdinand Chaigneau (tête)                | 1847 | 41 x 33 cm     | | Bộ sưu tập tư nhân                | 1847/01                                     |
|                                                                 | Portrait de Ferdinand Chaigneau (tête et mains)       | 1847 | 77 x 60 cm     | | Bộ sưu tập tư nhân                | 1847/02                                     |
|                                                                 | Portrait d'une femme                                  | 1847 | 134 x 110 cm   | | Không rõ                          | 1847/04                                     |
| - Tập tin:Saint Pierre après sa délivrance de prison par l'ange | Saint Pierre chez Marie après sa délivrance de prison | 1848 | 114 x 147 cm   | Tableau présenté en 1848 pour le Prix de Rome de peinture. Bouguereau obtient le second Grand Prix, aux côtés de Gustave Boulanger.  | Bộ sưu tập tư nhân                | 1848/02                                     |
|                                                                 | Portrait du sculpteur Chevallier                      | 1848 | 41 x 32 cm     | | Bộ sưu tập tư nhân                | 1848/03                                     |
|                                                                 | Égalité devant la mort                                | 1848 | 141 x 269 cm   | | Paris, musée d'Orsay              | 1848/04                                     |
|                                                                 | Ulysse reconnu par Euryclée                           | 1849 | 112 x 145 cm   | Tableau présenté en 1849 pour le Prix de Rome de peinture. Bouguereau ne remporte pas le Prix, qui est attribué à Gustave Boulanger. | La Rochelle, musée des Beaux-Arts | 1849/03                                     |

## Thập niên 1850
| Hình ảnh | Tựa đề                                                                   | Năm  | Kích thước       | Ghi chú | Nơi bảo tồn                                                | Số hiệu trong Danh mục (Bartoli-Ross, 2010) |
|          | Autoportrait                                                             | 1850 | 60,5 x 50 cm     | | Bộ sưu tập tư nhân                                         | 1850/01                                     |
|          | Le Dédain                                                                | 1850 | 65 x 50 cm       | Peint en 1850 pour le Concours de la tête d'expression peinte.                                                                  | Paris, École nationale Supérieure des Beaux-Arts           | 1850/04                                     |
|          | Zénobie retrouvée sur les bords de l'Araxe                               | 1850 | 32 x 24 cm       | Esquisse peinte pour le Prix de Rome de 1850.                                                                                   | Paris, École nationale Supérieure des Beaux-Arts           | Non cataloguée                              |
|          | Zénobie retrouvée sur les bords de l'Araxe                               | 1850 | 147 x 113 cm     | Tableau présenté en 1850 pour le Prix de Rome de peinture. Bouguereau remporte le prix, aux côtés de Paul Baudry                | Paris, École nationale Supérieure des Beaux-Arts           | 1850/06                                     |
|          | Torse ou demi-figure peinte                                              | 1850 | 100 x 81 cm      | Peint le 29 juin 1850 pour le Concours de la demi-figure peinte.                                                                | Paris, École nationale Supérieure des Beaux-Arts           | 1850/07                                     |
|          | Les amoureux                                                             | 1850 | 74 x 60 cm       | | Bộ sưu tập tư nhân                                         | 1850/08                                     |
|          | Dante et Virgile aux enfers                                              | 1850 | 280,5 x 225,3 cm | | Paris, musée d'Orsay                                       | 1850/10                                     |
|          | Portrait de Monsieur M.                                                  | 1850 | 86,5 x 70,5 cm   | | Pasadena, The Norton Simon Museum of Art                   | 1850/11                                     |
|          | Portrait d'Eugène Bouguereau, oncle de l'artiste                         | 1850 | 46 x 41 cm       | | Bộ sưu tập tư nhân                                         | 1850/12                                     |
|          | Portrait d'Adolf Bouguereau, oncle de l'artiste                          | 1850 | 56 x 45,5 cm     | | Bộ sưu tập tư nhân                                         | 1850/13                                     |
|          | Portrait d'Amélina Dufaud, épouse Bouguereau, tante de l'artiste         | 1850 | 56 x 45,5 cm     | | Bộ sưu tập tư nhân                                         | 1850/14                                     |
|          | Portrait de Céline Bouguereau, cousine de l'artiste                      | 1850 | 33 x 25 cm       | | Bộ sưu tập tư nhân                                         | 1850/15                                     |
|          | Portrait de Léonie Bouguereau, cousine de l'artiste                      | 1850 | 28,5 x 23 cm     | | Bộ sưu tập tư nhân                                         | 1850/16                                     |
|          | Portrait de Félix Chabaud, graveur en médailles                          | 1852 | 47 x 37 cm       | | Rome, Académie de France                                   | 1852/01                                     |
|          | Portrait de Joseph-Gabriel Tourny, graveur                               | 1852 | 47 x 37 cm       | | Rome, Académie de France                                   | 1852/02                                     |
|          | Les juifs emmenés en captivité                                           | 1852 | 77 x 103 cm      | | Bộ sưu tập tư nhân                                         | 1852/04                                     |
|          | Les Canéphores                                                           | 1852 | 244 x 176 cm     | | Bộ sưu tập tư nhân                                         | 1852/05                                     |
|          | Idylle                                                                   | 1852 | 84,5 x 63,5 cm   | | Mexico, Fondation Juan Antonio Pérez Simon                 | 1852/06                                     |
|          | Autoportrait                                                             | 1853 | 40,5 x 32 cm     | | Bộ sưu tập tư nhân                                         | 1853/01                                     |
|          | Copie de la Galatée de Raphaël                                           | 1853 | 230 x 220 cm     | | Dijon, musée des Beaux-Arts                                | 1853/05                                     |
|          | Le combat des Centaures et des Lapithes                                  | 1853 | 124 x 173,5 cm   | | Richmond, Virginia Museum of Fine Arts                     | 1853/07                                     |
|          | Portrait de Jean-Pierre Rémy Lasserre                                    | 1853 | 62 x 49 cm       | | Bộ sưu tập tư nhân                                         | 1853/10                                     |
|          | Portrait de Charles Garnier                                              | 1853 | 41 x 32,5 cm     | | Paris, École nationale Supérieure des Beaux-Arts           | 1853/15                                     |
|          | Portrait de Martial Deveaux, graveur en taille douce                     | 1853 | 46 x 36 cm       | | Rome, Académie de France                                   | 1853/16                                     |
|          | Portrait de Teresa                                                       | 1854 | 40 x 32 cm       | | Valenciennes, musée des Beaux-Arts                         | 1854/01                                     |
|          | Portrait de Gabriel-Jules Thomas, sculpteur                              | 1854 | 47 x 36 cm       | | Rome, Académie de France                                   | 1854/03                                     |
|          | Tête de bacchante                                                        | 1854 | 60 x 48 cm       | | Moulins, musée des Beaux-Arts                              | 1854/04                                     |
|          | Tête de bacchante (réplique)                                             | 1854 | 60 x 50 cm       | | Bộ sưu tập tư nhân                                         | 1854/04A                                    |
|          | Le corps de sainte Cécile apporté dans les catacombes de Rome            | 1854 | 343 x 428 cm     | Envoi de Rome de 1854. Détruit dans l'incendie de la chapelle du château de Lunéville le 3 janvier 2003.                        | Détruit (autrefois à Lunéville, château)                   | 1854/05                                     |
|          | Autoportrait                                                             | 1854 | 47 x 36 cm       | | Rome, Académie de France                                   | 1854/06                                     |
|          | Premier portrait de Catherine Bouguereau                                 | 1854 | 64,5 x 53,5 cm   | | Bộ sưu tập tư nhân                                         | 1854/07                                     |
|          | Second portrait de Catherine Bouguereau                                  | 1854 | 100 x 80 cm      | | Bộ sưu tập tư nhân                                         | 1854/08                                     |
|          | Amour fraternel                                                          | 1854 | 147 x 113,7 cm   | | Boston, Museum of Fine Arts                                | 1854/10                                     |
|          | Amour fraternel (réduction)                                              | 1854 | 64,5 x 53 cm     | | Bộ sưu tập tư nhân                                         | 1854/10A                                    |
|          | Portrait d'homme                                                         | 1854 |                  | | Không rõ                                                   | 1864/11                                     |
|          | Le Printemps                                                             | 1854 | 180 x 85 cm      | Peint pour le pavillon de Paul Monlun à Angoulins.                                                                              | Bộ sưu tập tư nhân                                         | 1854/12A                                    |
|          | L'Été                                                                    | 1854 | 180 x 85 cm      | Peint pour le pavillon de Paul Monlun à Angoulins.                                                                              | Bộ sưu tập tư nhân                                         | 1854/12B                                    |
|          | L'Automne                                                                | 1854 | 180 x 85 cm      | Peint pour le pavillon de Paul Monlun à Angoulins.                                                                              | Bộ sưu tập tư nhân                                         | 1854/12C                                    |
|          | L'Hiver                                                                  | 1854 | 180 x 85 cm      | Peint pour le pavillon de Paul Monlun à Angoulins.                                                                              | Bộ sưu tập tư nhân                                         | 1854/12D                                    |
|          | La Pêche                                                                 | 1855 | 60 x 200 cm      | Peint pour le pavillon de Paul Monlun à Angoulins.                                                                              | Bộ sưu tập tư nhân                                         | 1855/01A                                    |
|          | La Chasse                                                                | 1855 | 60 x 200 cm      | Peint pour le pavillon de Paul Monlun à Angoulins.                                                                              | Bộ sưu tập tư nhân                                         | 1855/01B                                    |
|          | La Danse                                                                 | 1855 | 60 x 200 cm      | Peint pour le pavillon de Paul Monlun à Angoulins.                                                                              | Bộ sưu tập tư nhân                                         | 1855/01C                                    |
|          | Le Bain                                                                  | 1855 | 60 x 200 cm      | Peint pour le pavillon de Paul Monlun à Angoulins.                                                                              | Bộ sưu tập tư nhân                                         | 1855/01D                                    |
|          | L'Amour                                                                  | 1855 | 270 x 150 cm     | Peint en 1855-1856 pour le salon de l'hôtel particulier d'Anatole Bartholoni, 55 rue de Verneuil à Paris.                       | Paris, Ambassade des États Unis                            | 1855/02A                                    |
|          | L'Amitié                                                                 | 1855 | 270 x 150 cm     | Peint en 1855-1856 pour le salon de l'hôtel particulier d'Anatole Bartholoni, 55 rue de Verneuil à Paris.                       | Paris, Ambassade des États Unis                            | 1855/02B                                    |
|          | La Fortune                                                               | 1856 | 270 x 150 cm     | Peint en 1855-1856 pour le salon de l'hôtel particulier d'Anatole Bartholoni, 55 rue de Verneuil à Paris.                       | Paris, Ambassade des États Unis                            | 1855/02C                                    |
|          | Arion sur un monstre marin                                               | 1856 | 71 x 112 cm      | Peint en 1855-1856 pour le salon de l'hôtel particulier d'Anatole Bartholoni, 55 rue de Verneuil à Paris.                       | Cleveland, Museum of Art                                   | 1855/03A                                    |
|          | Bacchante sur une panthère                                               | 1856 | 71 x 112 cm      | Peint en 1855-1856 pour le salon de l'hôtel particulier d'Anatole Bartholoni, 55 rue de Verneuil à Paris.                       | Cleveland, Museum of Art                                   | 1855/03B                                    |
|          | Scènes d'automne                                                         | 1855 | 52 x 102 cm      | Peint pour l'hôtel d'Anatole Bartholoni, 55 rue de Verneuil à Paris.                                                            | Yamanashi (Japon), musée préfectoral                       | 1855/04B                                    |
|          | Idylle, famille antique                                                  | 1855 | 91 x 71 cm       | | Bộ sưu tập tư nhân                                         | 1855/05A                                    |
|          | Idylle, famille antique (réduction)                                      | 1855 | 60 x 48 cm       | | Hartford (Connecticut), Wadsworth Atheneum                 | 1855/05B                                    |
|          | Portrait de Fernand Bartholoni                                           | 1855 | 56 x 46 cm       | | Bộ sưu tập tư nhân                                         | 1855/07                                     |
|          | Scène romaine                                                            | 1855 | 110 x 81,5 cm    | | Bộ sưu tập tư nhân                                         | 1855/08                                     |
|          | Portrait de mademoiselle Couder                                          | 1855 | 116 x 89 cm      | | La Rochelle, musée des Beaux-Arts                          | 1855/09                                     |
|          | La Danse                                                                 | 1856 | 366 x 181 cm     | Peint en 1856 pour le plafond d'un boudoir de l'hôtel particulier d'Anatole Bartholoni, 55 rue de Verneuil à Paris.             | Paris, musée d'Orsay                                       | 1856/01                                     |
|          | La Musique                                                               | 1856 | 116 x 172 cm     | Peint en 1856 pour le plafond d'un boudoir de l'hôtel particulier de Jean-François Bartholoni, rue de la Rochefoucauld à Paris. | Bộ sưu tập tư nhân                                         | 1856/02A                                    |
|          | L'Amour redemandant ses armes                                            | 1856 | 118 x 72 cm      | Peint en 1856 pour le plafond d'un boudoir de l'hôtel particulier de Jean-François Bartholoni, rue de la Rochefoucault à Paris. | Bộ sưu tập tư nhân                                         | 1856/02B                                    |
|          | L'Amour châtié                                                           | 1856 |                  | Peint en 1856 pour le plafond d'un boudoir de l'hôtel particulier de Jean-François Bartholoni, rue de la Rochefoucauld à Paris. | Bộ sưu tập tư nhân                                         | 1856/02C                                    |
|          | L'Histoire et l'Astronomie                                               | 1856 |                  | Peint en 1856 pour le plafond d'un boudoir de l'hôtel particulier de Jean-François Bartholoni, rue de la Rochefoucauld à Paris. | Không rõ                                                   | 1856/02D                                    |
|          | La Danse et la Musique                                                   | 1856 |                  | Peint en 1856 pour le plafond d'un boudoir de l'hôtel particulier de Jean-François Bartholoni, rue de la Rochefoucauld à Paris. | Không rõ                                                   | 1856/02E                                    |
|          | La Tragédie et la Comédie                                                | 1856 |                  | Peint en 1856 pour le plafond d'un boudoir de l'hôtel particulier de Jean-François Bartholoni, rue de la Rochefoucauld à Paris. | Không rõ                                                   | 1856/02F                                    |
|          | La Poésie et l’Éloquence                                                 | 1856 |                  | Peint en 1856 pour le plafond d'un boudoir de l'hôtel particulier de Jean-François Bartholoni, rue de la Rochefoucauld à Paris. | Không rõ                                                   | 1856/02G                                    |
|          | Les quatre heures du jour (première réplique)                            | 1856 | 250 x 250 cm     | Peint pour un plafond de la maison Monlun à Angoulins.                                                                          | Bộ sưu tập tư nhân                                         | 1856/03A                                    |
|          | Les quatre heures du jour (seconde réplique)                             | 1856 | 250 x 250 cm     | | Bộ sưu tập tư nhân                                         | 1856/03B                                    |
|          | Le retour de Tobie                                                       | 1856 | 124 x 100 cm     | | Dijon, musée des Beaux-Arts                                | 1856/04                                     |
|          | L'Empereur Napoléon III visitant les inondés de Tarascon                 | 1857 | 200 x 320 cm     | | Tarascon, mairie                                           | 1857/01                                     |
|          | Portrait de Madame Monlun et de sa fille Élisa                           | 1857 | 123 x 94 cm      | | Bộ sưu tập tư nhân                                         | 1857/03                                     |
|          | Portrait de Mademoiselle Lucie Carnaud                                   | 1857 | 53,5 x 45 cm     | | Bộ sưu tập tư nhân                                         | 1857/04                                     |
|          | Les Saisons                                                              | 1857 | 344 x 389 cm     | Peint pour le plafond du Salon des Saisons à l'hôtel Pereire, 35 rue du Faubourg Saint-Honoré à Paris.                          | Không rõ                                                   | 1857/05                                     |
|          | Le Triomphe de Vénus                                                     | 1857 | 134,5 x 112 cm   | Peint pour le salon du Jour et de la Nuit (ou Salon de la Journée) à l'hôtel Pereire.                                           | Bộ sưu tập tư nhân                                         | 1857/06A                                    |
|          | Enfant sur un griffon                                                    | 1857 | 64 x 87,5 cm     | Peint pour le salon du Jour et de la Nuit à l'hôtel Pereire.                                                                    | Bộ sưu tập tư nhân                                         | 1857/06B                                    |
|          | Enfant sur un monstre marin                                              | 1857 | 63,5 x 84 cm     | Peint pour le salon du Jour et de la Nuit à l'hôtel Pereire.                                                                    | Bộ sưu tập tư nhân                                         | 1857/06C                                    |
|          | L'Amour blessé                                                           | 1857 | 82 x 64 cm       | | Bộ sưu tập tư nhân                                         | 1857/07                                     |
|          | Flore                                                                    | 1858 |                  | Peint pour le plafond du Salon des Saisons de l'hôtel Pereire, rue du Faubourg Saint-Honoré à Paris.                            | Không rõ                                                   | 1858/01A                                    |
|          | Cérès                                                                    | 1858 |                  | Peint pour le plafond du Salon des Saisons de l'hôtel Pereire, rue du Faubourg Saint-Honoré à Paris.                            | Không rõ                                                   | 1858/01B                                    |
|          | Pomone                                                                   | 1858 |                  | Peint pour le plafond du Salon des Saisons de l'hôtel Pereire, rue du Faubourg Saint-Honoré à Paris.                            | Không rõ                                                   | 1858/01C                                    |
|          | Vesta                                                                    | 1858 |                  | Peint pour le plafond du Salon des Saisons de l'hôtel Pereire, rue du Faubourg Saint-Honoré à Paris.                            | Không rõ                                                   | 1858/01D                                    |
|          | Le Printemps                                                             | 1858 | 80 x 152,5 cm    | Peint pour le plafond du Salon des Saisons de l'hôtel Pereire, rue du Faubourg Saint-Honoré à Paris.                            | Bộ sưu tập tư nhân                                         | 1858/02A                                    |
|          | L'Eté                                                                    | 1858 |                  | Peint pour le plafond du Salon des Saisons de l'hôtel Pereire, rue du Faubourg Saint-Honoré à Paris.                            | Không rõ                                                   | 1858/02B                                    |
|          | L'Automne                                                                | 1858 | 63,5 x 116 cm    | Peint pour le plafond du Salon des Saisons de l'hôtel Pereire, rue du Faubourg Saint-Honoré à Paris.                            | Không rõ                                                   | 1858/02C                                    |
|          | L'Hiver                                                                  | 1858 |                  | Peint pour le plafond du Salon des Saisons de l'hôtel Pereire, rue du Faubourg Saint-Honoré à Paris.                            | Không rõ                                                   | 1858/02D                                    |
|          | Le Jour et la Nuit                                                       | 1858 |                  | Peint pour le plafond du Salon des Saisons de l'hôtel Pereire, rue du Faubourg Saint-Honoré à Paris.                            | Không rõ                                                   | 1858/03                                     |
|          | Le sommeil d'Endymion                                                    | 1858 |                  | Peint pour le plafond du Salon des Saisons de l'hôtel Pereire, rue du Faubourg Saint-Honoré à Paris.                            | Không rõ                                                   | 1858/04                                     |
|          | Portrait de Mademoiselle Jeanne Lanusse                                  | 1858 | 59 x 48 cm       | | La Rochelle, musée des Beaux-Arts                          | 1858/05                                     |
|          | Portrait de Monsieur Lanusse                                             | 1858 | 60 x 50 cm       | | La Rochelle, musée des Beaux-Arts                          | 1858/06                                     |
|          | Portrait de Madame Lanusse                                               | 1858 |                  | | Không rõ                                                   | 1858/07                                     |
|          | Portrait de Nelly Bouguereau                                             | 1858 | 46 x 38 cm       | | Bộ sưu tập tư nhân                                         | 1858/08                                     |
|          | Le jour des morts                                                        | 1859 | 147 x 120 cm     | | Bordeaux, musée des Beaux-Arts                             | 1859/01                                     |
|          | Le jour des morts (réduction)                                            | 1859 | 147 x 120 cm     | | Bộ sưu tập tư nhân                                         | 1859/01A                                    |
|          | La Charité                                                               | 1859 | 116,5 x 90 cm    | | Ann Arbor (Michigan), University of Michigan Museum of Art | 1859/02                                     |
|          | La Charité (réduction)                                                   | 1859 | 56 x 45,5 cm     | | Đài Bắc, musée national du Palais                          | 1859/02A                                    |
|          | Portrait de Madame Gabrielle Marcotte de Quivières                       | 1859 | 100 x 73 cm      | | Không rõ                                                   | 1859/03                                     |
|          | Saint Louis rendant la Justice                                           | 1859 |                  | Peint pour la chapelle Saint-Louis de l'église Sainte-Clotilde à Paris.                                                         | Paris, église Sainte-Clotilde                              | 1859/04A                                    |
|          | Saint Louis rapportant la couronne d'épines à Paris                      | 1859 |                  | Peint pour la chapelle Saint-Louis de l'église Sainte-Clotilde à Paris.                                                         | Paris, église Sainte-Clotilde                              | 1859/04B                                    |
|          | Saint Louis soignant les pestiférés                                      | 1859 |                  | Peint pour la chapelle Saint-Louis de l'église Sainte-Clotilde à Paris.                                                         | Paris, église Sainte-Clotilde                              | 1859/04C                                    |
|          | La dernière communion de saint Louis                                     | 1859 |                  | Peint pour la chapelle Saint-Louis de l'église Sainte-Clotilde à Paris.                                                         | Paris, église Sainte-Clotilde                              | 1859/04D                                    |
|          | La Foi, L'Espérance, La Charité, La Prudence', La Justice, La Tempérance | 1859 |                  | Peint pour la chapelle Saint-Louis de l'église Sainte-Clotilde à Paris.                                                         | Paris, église Sainte-Clotilde                              | 1859/05                                     |

## Thập niên 1860
| Hình ảnh | Tựa đề                                                          | Năm  | Kích thước           | Ghi chú                                                                                  | Nơi bảo tồn                                                          | Số hiệu trong Danh mục (Bartoli-Ross, 2010) |
| -------- | --------------------------------------------------------------- | ---- | -------------------- | ---------------------------------------------------------------------------------------- | -------------------------------------------------------------------- | ------------------------------------------- |
|          | Pastorale antique: Le retour des champs                         | 1860 | 116 x 89 cm          |                                                                                          | Bộ sưu tập tư nhân                                                   | 1860/01                                     |
|          | Pastorale antique: Le retour des champs (réduction)             | 1860 | 62 x 48 cm           |                                                                                          | Bộ sưu tập tư nhân                                                   | 1860/01A                                    |
|          | La Paix                                                         | 1860 | 84 x 106,5 cm        |                                                                                          | Saint-Louis (Missouri), Saint-Louis Art Museum                       | 1860/02                                     |
|          | Le départ de Tobie                                              | 1860 | 153 x 119 cm         |                                                                                          | Saint-Pétersbourg, musée de l'Ermitage                               | 1860/03                                     |
|          | Femme de Tivoli                                                 | 1860 |                      |                                                                                          | Không rõ                                                             | 1860/04                                     |
|          | Femme d'Alvito                                                  | 1860 |                      |                                                                                          | Không rõ                                                             | 1860/05                                     |
|          | Faune et bacchante                                              | 1860 | 53,5 x 64 cm         |                                                                                          | Bộ sưu tập tư nhân                                                   | 1860/07                                     |
|          | Pastorale antique: le départ du berger                          | 1861 | 116 x 89 cm          |                                                                                          | Bộ sưu tập tư nhân                                                   | 1861/01                                     |
|          | Pastorale antique: le départ du berger (réduction)              | 1861 | 62 x 48 cm           |                                                                                          | Bộ sưu tập tư nhân                                                   | 1861/01A                                    |
|          | La femme de Cervara et son enfant                               | 1861 | 109 x 83 cm          |                                                                                          | Bộ sưu tập tư nhân                                                   | 1861/02                                     |
|          | Jeune mère contemplant deux enfants qui s'embrassent            | 1861 | 84 x 103 cm          |                                                                                          | Bộ sưu tập tư nhân                                                   | 1861/03                                     |
|          | Première discorde                                               | 1861 | 196 x 150,5 cm       |                                                                                          | Bộ sưu tập tư nhân                                                   | 1861/04                                     |
|          | Philomèle et Progné                                             | 1861 | 176 x 134 cm (ovale) |                                                                                          | Fontainebleau, musée national du château                             | 1861/05                                     |
|          | Philomèle et Progné (réduction)                                 | 1861 | 60 x 50 cm           |                                                                                          | Bộ sưu tập tư nhân                                                   | 1861/05A                                    |
|          | La Muse (Philomèle)                                             | 1861 | 136 x 96,5 cm        |                                                                                          | Oklahoma City, Oklahoma Heritage Society                             | 1861/06                                     |
|          | Les remords d'Oreste ou Oreste poursuivit par les Furies        | 1862 | 231,1 x 278,4 cm     |                                                                                          | Norfolk (Virginie) (Virginie), Chrysler Museum of Art                | 1862/01                                     |
|          | Bacchante lutinant une chèvre                                   | 1862 | 115 x 185 cm         |                                                                                          | Bordeaux, musée des Beaux-Arts                                       | 1862/02                                     |
|          | Bacchante lutinant une chèvre (réplique)                        | 1862 | 114,5 x 192 cm       | Tableau peut-être peint par son élève Cot.                                               | Bộ sưu tập tư nhân                                                   | 1862/02A                                    |
|          | La Sainte Famille                                               | 1863 | 138 x 109 cm         |                                                                                          | Bộ sưu tập tư nhân                                                   | 1863/01                                     |
|          | La Sainte Famille (réduction)                                   | 1863 | 60 x 48,5 cm         |                                                                                          | Bộ sưu tập tư nhân                                                   | 1863/01A                                    |
|          | La Sainte Famille (autre version)                               | 1863 | 130 x 110 cm         |                                                                                          | Bộ sưu tập tư nhân                                                   | 1863/01B                                    |
|          | L'Age d'Or                                                      | 1863 | 81,5 x 100,5 cm      |                                                                                          | Mexico, Fondation Juan Antonio Pérez Simon                           | 1863/02                                     |
|          | Portrait d'un enfant de Monsieur Gustave Pereire, âgé de 5 ans  | 1863 | 82 x 65,5 cm         |                                                                                          | Bộ sưu tập tư nhân                                                   | 1863/03                                     |
|          | Portrait d'un enfant de Monsieur Gustave Pereire, âgé de 2 ans  | 1863 | 80 x 70 cm           |                                                                                          | Bộ sưu tập tư nhân                                                   | 1863/04                                     |
|          | Amour                                                           | 1863 | 41,5 x 32,5 cm       |                                                                                          | Bộ sưu tập tư nhân                                                   | 1863/05                                     |
|          | L'Amour essayant ses flèches                                    | 1863 |                      |                                                                                          | Không rõ                                                             | 1863/06                                     |
|          | L'Amour essayant ses flèches (modifié ou réduction)             | 1863 | 65 x 54 cm           |                                                                                          | Bộ sưu tập tư nhân                                                   | 1863/06A                                    |
|          | Amour au tyrse                                                  | 1863 | 41,5 x 32,5 cm       |                                                                                          | Bộ sưu tập tư nhân                                                   | 1863/07                                     |
|          | Portrait de Mademoiselle Pauline Brissac                        | 1863 | 91 x 71 cm           |                                                                                          | Bộ sưu tập tư nhân                                                   | 1863/08                                     |
|          | Le baiser                                                       | 1863 | 114 x 86,5 cm        |                                                                                          | Bộ sưu tập tư nhân                                                   | 1863/09                                     |
|          | Le baiser (réduction)                                           | 1863 | 61 x 51 cm           |                                                                                          | Bộ sưu tập tư nhân                                                   | 1863/09A                                    |
|          | La Guerre                                                       | 1864 | 84 x 105 cm          |                                                                                          | Mexico, Fondation Juan Antonio Pérez Simon                           | 1864/01                                     |
|          | La sœur aînée                                                   | 1864 | 117 x 100 cm         |                                                                                          | Bộ sưu tập tư nhân                                                   | 1864/02                                     |
|          | La sœur aînée (première réduction)                              | 1864 | 55 x 45,5 cm         |                                                                                          | New York, The Brooklyn Museum                                        | 1864/02A                                    |
|          | Le Sommeil                                                      | 1864 | 156 x 119,5 cm       |                                                                                          | Bộ sưu tập tư nhân                                                   | 1864/03                                     |
|          | Le Sommeil (réduction)                                          | 1864 | 61,5 x 51,5 cm       |                                                                                          | Bộ sưu tập tư nhân                                                   | 1864/03A                                    |
|          | Baigneuse                                                       | 1864 | 166 x 103,5 cm       |                                                                                          | Gand, musée des Beaux-Arts                                           | 1864/04                                     |
|          | La liseuse                                                      | 1864 | 57 x 47 cm           |                                                                                          | Hartford (Connecticut), Wadsworth Atheneum                           | 1864/06                                     |
|          | Portrait de Marie-Gabrielle Anne Marcotte de Quivières          | 1864 | 111,5 x 76 cm        |                                                                                          | Tokyo, Hachioji-city, Murauchi Museum                                | 1864/07                                     |
|          | Portrait de Marie-Thérèse Bartholoni                            | 1864 | 221 x 150 cm         |                                                                                          | Bộ sưu tập tư nhân                                                   | 1864/08                                     |
|          | Portrait de l'architecte Jean-Louis Pascal                      | 1864 | 46 x 38 cm           |                                                                                          | Bộ sưu tập tư nhân                                                   | 1864/09                                     |
|          | La famille indigente                                            | 1865 | 122 x 153 cm         |                                                                                          | Birmingham, City Museum and Art Gallery                              | 1865/01                                     |
|          | La famille infigente (réduction)                                | 1865 | 56 x 70 cm           |                                                                                          | Richmond (Indiana), Art Association of Richmond                      | 1865/01A                                    |
|          | Le lever                                                        | 1865 |                      |                                                                                          | Không rõ                                                             | 1865/02                                     |
|          | Le lever (première réduction)                                   | 1865 | 55 x 46 cm           |                                                                                          | Bộ sưu tập tư nhân                                                   | 1865/02A                                    |
|          | Le lever (seconde réduction)                                    | 1865 | 25,5 x 20 cm         |                                                                                          | Bộ sưu tập tư nhân                                                   | 1865/02B                                    |
|          | Les oranges                                                     | 1865 | 117 x 90 cm          |                                                                                          | Bộ sưu tập tư nhân                                                   | 1865/03                                     |
|          | Les oranges (réduction)                                         | 1865 | 63,5 x 51 cm         |                                                                                          | Bộ sưu tập tư nhân                                                   | 1865/03A                                    |
|          | La soupe                                                        | 1865 | 81,5 x 60 cm         |                                                                                          | Bộ sưu tập tư nhân                                                   | 1865/04                                     |
|          | La soupe (réplique)                                             | 1865 | 73,5 x 57 cm         |                                                                                          | Bộ sưu tập tư nhân                                                   | 1865/04A                                    |
|          | Départ pour l'école                                             | 1865 | 63,5 x 53 cm         |                                                                                          | Bộ sưu tập tư nhân                                                   | 1865/05                                     |
|          | Portrait de Madame Hoskier                                      | 1865 | 88,5 x 66,5 cm       |                                                                                          | Bộ sưu tập tư nhân                                                   | 1865/06                                     |
|          | La grande sœur                                                  | 1865 | 100 x 73,5 cm        |                                                                                          | Bộ sưu tập tư nhân                                                   | 1865/07                                     |
|          | La grande sœur (réduction)                                      | 1865 | 55 x 41 cm           |                                                                                          | Saint-Johnsbury (Vermont), Athenaeum                                 | 1865/07A                                    |
|          | Le réveil                                                       | 1865 | 100,5 x 81,5 cm      |                                                                                          | Bộ sưu tập tư nhân                                                   | 1865/09                                     |
|          | Le réveil (réduction)                                           | 1865 | 56 x 46 cm           |                                                                                          | Bộ sưu tập tư nhân                                                   | 1865/09A                                    |
|          | La joie dans la maison                                          | 1865 |                      |                                                                                          | Bộ sưu tập tư nhân                                                   | 1865/10                                     |
|          | La joie dans la maison (réduction)                              | 1865 |                      |                                                                                          | Bộ sưu tập tư nhân                                                   | 1865/10A                                    |
|          | La prière                                                       | 1865 | 65 x 53 cm           |                                                                                          | Bộ sưu tập tư nhân                                                   | 1865/11                                     |
|          | Portrait de jeune fille en mauve                                | 1865 | 63,5 x 50,5 cm       |                                                                                          | Bộ sưu tập tư nhân                                                   | 1865/12                                     |
|          | L'Invocation à la Vierge                                        | 1866 | 134,5 x 96,5 cm      |                                                                                          | Bộ sưu tập tư nhân                                                   | 1866/02                                     |
|          | L'Invocation à la Vierge (première réduction)                   | 1866 | 55 x 45,5 cm         |                                                                                          | Bộ sưu tập tư nhân                                                   | 1866/02A                                    |
|          | L'Invocation à la Vierge (seconde réduction)                    | 1866 | 27 x 18,5 cm         |                                                                                          | Bộ sưu tập tư nhân                                                   | 1866/02B                                    |
|          | Premières caresses                                              | 1866 | 190 x 127,5 cm       |                                                                                          | Bộ sưu tập tư nhân                                                   | 1866/03                                     |
|          | Premières caresses (première réduction)                         | 1866 | 100 x 67 cm          |                                                                                          | Bộ sưu tập tư nhân                                                   | 1866/03A                                    |
|          | Premières caresses (deuxième réduction)                         | 1866 | 65,5 x 44 cm         |                                                                                          | Springfield (Utah), Springfield Museum                               | 1866/03B                                    |
|          | Convoitise                                                      | 1866 |                      |                                                                                          | Không rõ                                                             | 1866/04                                     |
|          | Convoitise (première réduction)                                 | 1866 | 97 x 65 cm           |                                                                                          | Amsterdam, Willet-Holthuysen Museum                                  | 1866/04A                                    |
|          | Portrait de Madame la vicomtesse de Chabrol                     | 1866 | 130,5 x 98 cm        |                                                                                          | Bộ sưu tập tư nhân                                                   | 1866/05                                     |
|          | Saint Pierre et saint Paul                                      | 1866 | 320 cm               | Peint pour orner la chapelle Saint-Pierre-Saint-Paul à l'église Saint-Augustin de Paris. | Paris, église Saint-Augustin\|\|1866/07A                             |                                             |
|          | Saint Pierre baptisant                                          | 1866 | 320 cm               | Peint pour orner la chapelle Saint-Pierre-Saint-Paul à l'église Saint-Augustin de Paris. | Paris, église Saint-Augustin                                         | 1866/07B                                    |
|          | Saint Pierre évangélisant                                       | 1866 | 320 cm               | Peint pour orner la chapelle Saint-Pierre-Saint-Paul à l'église Saint-Augustin de Paris. | Paris, église Saint-Augustin                                         | 1866/07C                                    |
|          | Saint Jean-Baptiste prêchant dans le désert                     | 1866 | 320 cm               | Peint pour orner la chapelle Saint-Pierre-Saint-Paul à l'église Saint-Augustin de Paris. | Paris, église Saint-Augustin                                         | 1866/07D                                    |
|          | Saint Jean-Baptiste baptisant le Christ                         | 1866 | 320 cm               | Peint pour orner la chapelle Saint-Pierre-Saint-Paul à l'église Saint-Augustin de Paris. | Paris, église Saint-Augustin                                         | 1866/07E                                    |
|          | La tête de saint Jean-Baptiste présentée à Hérodiade            | 1866 | 320 cm               | Peint pour orner la chapelle Saint-Pierre-Saint-Paul à l'église Saint-Augustin de Paris. | Paris, église Saint-Augustin                                         | 1866/07F                                    |
|          | Le livre d'heures                                               | 1867 | 66 x 53,5 cm         |                                                                                          | Bộ sưu tập tư nhân                                                   | 1867/01                                     |
|          | Yvonette                                                        | 1867 | 131 x 85 cm          |                                                                                          | Bộ sưu tập tư nhân                                                   | 1867/02                                     |
|          | Yvonette (réduction)                                            | 1867 | 64 x 40,5 cm         |                                                                                          | Bộ sưu tập tư nhân                                                   | 1867/02A                                    |
|          | L'oiseau chéri                                                  | 1867 | 87,5 x 69 cm         |                                                                                          | Yamagata, Yamadera Goto Museum                                       | 1867/03                                     |
|          | L'oiseau chéri (réduction)                                      | 1867 | 34 x 27 cm           |                                                                                          | Không rõ                                                             | 1867/03A                                    |
|          | Les bulles de savon                                             | 1867 |                      |                                                                                          | Không rõ                                                             | 1867/04                                     |
|          | Les bulles de savon (réduction)                                 | 1867 | 26,5 x 21 cm         |                                                                                          | Bộ sưu tập tư nhân                                                   | 1867/04A                                    |
|          | Bohémienne au tambour de basque                                 | 1867 | 100 x 63,5 cm        |                                                                                          | Bộ sưu tập tư nhân                                                   | 1867/05                                     |
|          | Bohémienne au tambour de basque (réplique)                      | 1867 | 100 x 64 cm          |                                                                                          | Bộ sưu tập tư nhân                                                   | 1867/05A                                    |
|          | Le vœu                                                          | 1867 | 147 x 108 cm         |                                                                                          | Philadelphie, Museum of Art                                          | 1867/06                                     |
|          | Loin du pays                                                    | 1867 | 160 x 106 cm         |                                                                                          | Ponce, Museo de Arte                                                 | 1867/07                                     |
|          | Loin du pays                                                    | 1867 | 92 x 62 cm           |                                                                                          | Bộ sưu tập tư nhân                                                   | 1867/07A                                    |
|          | Tête de petite fille                                            | 1867 |                      |                                                                                          | Không rõ                                                             | 1867/08                                     |
|          | Seule au monde                                                  | 1867 | 100 x 67 cm          |                                                                                          | Bộ sưu tập tư nhân                                                   | 1867/09                                     |
|          | L'Art et la Littérature                                         | 1867 | 200 x 108 cm         |                                                                                          | Elmira, The Arnot Art Museum                                         | 1867/10                                     |
|          | Paysage de Concarneau                                           | 1867 | 54 x 84,5 cm         |                                                                                          | Bộ sưu tập tư nhân                                                   | non catalogué                               |
|          | Jeune écolière                                                  | 1868 | 46 x 38 cm           |                                                                                          | Bộ sưu tập tư nhân                                                   | 1868/01                                     |
|          | Distraction                                                     | 1868 |                      |                                                                                          | Bộ sưu tập tư nhân                                                   | 1868/02                                     |
|          | Enfants endormis                                                | 1868 | 66,5 x 100 cm        |                                                                                          | Bộ sưu tập tư nhân                                                   | 1868/03                                     |
|          | Enfants endormis (première réduction)                           | 1868 | 30 x 56 cm           |                                                                                          | Bộ sưu tập tư nhân                                                   | 1868/03A                                    |
|          | Enfants endormis (seconde réduction)                            | 1868 |                      |                                                                                          | Không rõ                                                             | 1868/03B                                    |
|          | Enfants endormis (autre version)                                | 1868 | 65 x 100 cm          |                                                                                          | Bộ sưu tập tư nhân                                                   | 1868/03C                                    |
|          | Pastorale                                                       | 1868 | 114 x 163 cm         |                                                                                          | Bộ sưu tập tư nhân                                                   | 1868/04                                     |
|          | Pastorale (réduction)                                           | 1868 | 55 x 77,5 cm         |                                                                                          | Bộ sưu tập tư nhân                                                   | 1868/04A                                    |
|          | Pépita (tête d'espagnole)                                       | 1868 | 66 x 56 cm           |                                                                                          | Không rõ                                                             | 1868/05                                     |
|          | Pépita (tête d'espagnole) (réplique)                            | 1868 | 66 x 56 cm           |                                                                                          | Bộ sưu tập tư nhân                                                   | 1868/05A                                    |
|          | Jeune bergère                                                   | 1868 | 106 x 72 cm          |                                                                                          | Ocala, Florida University, Appleton Museum of Art                    | 1868/06                                     |
|          | Jeune bergère (réduction)                                       | 1868 | 55 x 46,5 cm         |                                                                                          | Bộ sưu tập tư nhân                                                   | 1868/06A                                    |
|          | Moissonneuse                                                    | 1868 | 106,5 x 85 cm        |                                                                                          | Bộ sưu tập tư nhân                                                   | 1868/07                                     |
|          | La grappe de raisin                                             | 1868 | 146 x 114 cm         |                                                                                          | Bộ sưu tập tư nhân                                                   | 1868/08                                     |
|          | La grappe de raisin                                             | 1868 | 58,5 x 45,5 cm       |                                                                                          | Bộ sưu tập tư nhân                                                   | 1868/08A                                    |
|          | Pêcheuse de crevettes                                           | 1868 | 72,5 x 54,5 cm       |                                                                                          | Bộ sưu tập tư nhân                                                   | 1868/09                                     |
|          | Petite fille bretonne mangeant sa soupe                         | 1868 | 53 x 44,5 cm         |                                                                                          | Không rõ                                                             | 1868/10                                     |
|          | Petite fille aux yeux bleus                                     | 1868 | 42 x 33,5 cm         |                                                                                          | Notre Dame (Indiana), Notre Dame University, The Snite Museum of Art | 1868/11                                     |
|          | Jeannie                                                         | 1868 | 102 x 72,5 cm        |                                                                                          | Bộ sưu tập tư nhân                                                   | 1868/12                                     |
|          | La fleur d'aubépine                                             | 1868 | 55 x 45,5 cm         |                                                                                          | Luxembourg, musée Pescatore                                          | 1868/13                                     |
|          | Le collier de perles                                            | 1868 | 64 x 54 cm           |                                                                                          | Ponce, Museo de Arte                                                 | 1868/14                                     |
|          | La leçon de flûte                                               | 1868 | 113 x 86,5 cm        |                                                                                          | Bộ sưu tập tư nhân                                                   | 1868/15                                     |
|          | Entre la Richesse et l'Amour                                    | 1869 | 106,5 x 89 cm        |                                                                                          | Bộ sưu tập tư nhân                                                   | 1869/01                                     |
|          | L'ange gardien                                                  | 1869 | 99 x 78,5 cm         |                                                                                          | New York, The New York Historical Society                            | 1869/02                                     |
|          | L'ange gardien                                                  | 1869 | 51 x 40,5 cm         |                                                                                          | Bộ sưu tập tư nhân                                                   | 1869/02A                                    |
|          | La Toilette rustique                                            | 1869 | 131 x 90 cm          |                                                                                          | Bộ sưu tập tư nhân                                                   | 1869/03                                     |
|          | Mignon                                                          | 1869 | 100,5 x 81 cm        |                                                                                          | Bộ sưu tập tư nhân                                                   | 1869/04                                     |
|          | Tête d'enfant, étude                                            | 1869 | 35,5 x 28 cm         |                                                                                          | Bộ sưu tập tư nhân                                                   | 1869/05                                     |
|          | Le retour du marché                                             | 1869 | 61 x 51 cm           |                                                                                          | Bộ sưu tập tư nhân                                                   | 1869/06                                     |
|          | Jeune ouvrière                                                  | 1869 | 129 x 96,5 cm        |                                                                                          | Bộ sưu tập tư nhân                                                   | 1869/07                                     |
|          | Admiration maternelle                                           | 1869 | 116,5 x 91 cm        |                                                                                          | Bộ sưu tập tư nhân                                                   | 1869/08                                     |
|          | Admiration maternelle (réduction)                               | 1869 | 56 x 39 cm           |                                                                                          | Bộ sưu tập tư nhân                                                   | 1869/08A                                    |
|          | Tricoteuse                                                      | 1869 | 145 x 99 cm          |                                                                                          | Omaha (Nebraska), The Joslyn Art Museum                              | 1869/09                                     |
|          | Faneuse                                                         | 1869 | 101,5 x 81 cm        |                                                                                          | Pittsburgh, Carnegie Museum of Art                                   | 1869/10                                     |
|          | Portraits des enfants de madame Johnson                         | 1869 | 101,5 x 81 cm        |                                                                                          | Bộ sưu tập tư nhân                                                   | 1869/11                                     |
|          | Le crabe                                                        | 1869 | 81 x 65,5 cm         |                                                                                          | Bộ sưu tập tư nhân                                                   | 1869/12                                     |
|          | La Sœur aînée                                                   | 1869 | 130 x 97 cm          |                                                                                          | Houston, The Museum of Fine Arts                                     | 1869/13                                     |
|          | Le Passage du Gué                                               | 1869 | 160 x 104 cm         |                                                                                          | Bộ sưu tập tư nhân                                                   | 1869/14                                     |
|          | Lavandières de Fouesnant                                        | 1869 | 75 x 61 cm           |                                                                                          | Rochester, University of Rochester, Memorial Art Gallery             | 1869/15                                     |
|          | Jeunes filles de Fouesnant revenant du marché                   | 1869 | 112 x 96,5 cm        |                                                                                          | Bộ sưu tập tư nhân                                                   | 1869/16                                     |
|          | Italienne au tambourin                                          | 1869 | 63,5 x 53 cm         |                                                                                          | Bộ sưu tập tư nhân                                                   | 1869/17                                     |
|          | Italienne à la fontaine                                         | 1869 | 101 x 80,9 cm        |                                                                                          | Kansas City, The Nelson-Atkins Museum of Art                         | 1869/18                                     |
|          | Le vœu à Sainte-Anne-d'Auvray                                   | 1869 | 146 x 112 cm         |                                                                                          | Không rõ                                                             | 1869/19                                     |
|          | Le vœu à Sainte-Anne-d'Auvray (seconde version)                 | 1869 | 147 x 89,5 cm        |                                                                                          | Bộ sưu tập tư nhân                                                   | 1869/19A                                    |
|          | Le vœu à Sainte-Anne-d'Auvray (réduction de la seconde version) | 1869 | 63,5 x 53 cm         |                                                                                          | Không rõ                                                             | 1869/19B                                    |
|          | Portrait de Madame Hoskier                                      | 1869 | 128,5 x 89 cm        |                                                                                          | Bộ sưu tập tư nhân                                                   | 1869/20                                     |
|          | Portrait de Mademoiselle Hoskier                                | 1869 |                      |                                                                                          | Bộ sưu tập tư nhân                                                   | 1869/21                                     |
|          | Admiration maternelle                                           | 1869 |                      |                                                                                          | Không rõ                                                             | 1869/22                                     |
|          | Admiration maternelle: le bain                                  | 1869 | 130 x 99,5 cm        |                                                                                          | Bộ sưu tập tư nhân                                                   | 1869/23                                     |
|          | Apollon et les Muses dans l'Olympe                              | 1869 |                      | Décor du plafond de la grande salle du théâtre de Bordeaux.                              | Bordeaux                                                             | 1869/24                                     |
|          | La Musique guerrière                                            | 1869 |                      | Décor en grisaille pour le plafond de la grande salle du théâtre de Bordeaux.            | Bordeaux                                                             | 1869/25A                                    |
|          | La Musique pastorale                                            | 1869 |                      | Décor en grisaille pour le plafond de la grande salle du théâtre de Bordeaux.            | Bordeaux                                                             | 1869/25B                                    |
|          | La Musique de danse                                             | 1869 |                      | Décor en grisaille pour le plafond de la grande salle du théâtre de Bordeaux.            | Bordeaux                                                             | 1869/25C                                    |
|          | La Musique religieuse                                           | 1869 |                      | Décor en grisaille pour le plafond de la grande salle du théâtre de Bordeaux.            | Bordeaux                                                             | 1869/25D                                    |

## Thập niên 1870
| Hình ảnh | Tựa đề                                                                    | Năm               | Kích thước         | Ghi chú                                                                                          | Nơi bảo tồn                                                    | Số hiệu trong Danh mục (Bartoli-Ross, 2010) |
| -------- | ------------------------------------------------------------------------- | ----------------- | ------------------ | ------------------------------------------------------------------------------------------------ | -------------------------------------------------------------- | ------------------------------------------- |
|          | Baigneuse                                                                 | 1870              | 190,5 x 95 cm      |                                                                                                  | Figueras, musée Dali                                           | 1870/01                                     |
|          | Jeune fille orientale                                                     | 1870              | 100,5 x 69 cm      |                                                                                                  | Bộ sưu tập tư nhân                                             | 1870/02                                     |
|          | Le bouquet de violettes                                                   | 1870              | 65 x 55 cm         |                                                                                                  | Bộ sưu tập tư nhân                                             | 1870/03                                     |
|          | Petite italienne portant de l'herbe                                       | 1870              |                    |                                                                                                  | Không rõ                                                       | 1870/04                                     |
|          | Italienne à la fontaine                                                   | 1870              | 91,5 x 73,5 cm     |                                                                                                  | Bộ sưu tập tư nhân                                             | 1870/05                                     |
|          | La femme au gant                                                          | 1870              | 61 x 51 cm         |                                                                                                  | Bộ sưu tập tư nhân                                             | 1870/06                                     |
|          | Faneuse                                                                   | 1870              |                    |                                                                                                  | Không rõ                                                       | 1870/07                                     |
|          | Pifferaro                                                                 | 1870              | 100 x 78 cm        |                                                                                                  | Bộ sưu tập tư nhân                                             | 1870/08                                     |
|          | L'italien à la mandoline                                                  | 1870              | 100 x 83 cm        |                                                                                                  | Bộ sưu tập tư nhân                                             | 1870/09                                     |
|          | Bergère du Bordelais                                                      | 1871              | 61 x 50 cm         |                                                                                                  | Bộ sưu tập tư nhân                                             | 1871/02                                     |
|          | Tricoteuse bretonne                                                       | 1871              |                    |                                                                                                  | Bộ sưu tập tư nhân                                             | 1871/03                                     |
|          | Petite boudeuse (une figure en pied)                                      | 1871              | 104,5 x 78,5 cm    |                                                                                                  | Bộ sưu tập tư nhân                                             | 1871/04                                     |
|          | Les deux sœurs                                                            | 1871              | 91,5 x 70 cm       |                                                                                                  | Bộ sưu tập tư nhân                                             | 1871/05                                     |
|          | Le livre d'images (tête avec mains)                                       | 1871              | 46 x 38 cm         |                                                                                                  | Bộ sưu tập tư nhân                                             | 1871/06                                     |
|          | Ève                                                                       | 1871              |                    |                                                                                                  | Không rõ                                                       | 1871/07                                     |
|          | Méditation                                                                | 1871              |                    |                                                                                                  | Không rõ                                                       | 1871/08                                     |
|          | Les cerises                                                               | 1871              | 131 x 89 cm        |                                                                                                  | Baltimore, The Walters Art Museum                              | 1871/09                                     |
|          | Frère et sœur bretons                                                     | 1871              | 129,2 x 89,2 cm    |                                                                                                  | New York, The Metropolitan Museum of Art                       | 1871/10                                     |
|          | Le bruit de la mer                                                        | 1871              | 78 x 53 cm         |                                                                                                  | Bộ sưu tập tư nhân                                             | 1871/11                                     |
|          | Jeune mère contemplant son enfant                                         | 1871              | 76 x 95 cm         |                                                                                                  | Bộ sưu tập tư nhân                                             | 1871/12                                     |
|          | Jeune italienne puisant de l'eau                                          | 1871              | 119,5 x 79 cm      |                                                                                                  | Bộ sưu tập tư nhân                                             | 1871/13                                     |
|          | La treille                                                                | 1871              | 112 x 75 cm        |                                                                                                  | Bộ sưu tập tư nhân                                             | 1871/14                                     |
|          | Le coquillage                                                             | 1871              | 131 x 89,5 cm      |                                                                                                  | Bộ sưu tập tư nhân                                             | 1871/17                                     |
|          | Le coquillage, deux figures (réduction)                                   | 1871              | 61 x 42 cm         |                                                                                                  | Amsterdam, Stedelijk Museum                                    | 1871/17A                                    |
|          | Le lever                                                                  | 1871              | 142 x 103 cm       |                                                                                                  | New York, The Metropolitan Museum of Art                       | 1871/18                                     |
|          | Portrait de Madame Lanusse-Meyer                                          | 1872              | 62 x 51 cm         |                                                                                                  | La Rochelle, musée des Beaux-Arts                              | 1872/01                                     |
|          | Tête d'enfant ou Violettes                                                | 1872              | 51,5 x 39 cm       |                                                                                                  | Philadelphie, Drexel University, Drexel Museum and Collections | 1872/02                                     |
|          | Pendant la moisson                                                        | 1872              | 112 x 145 cm       |                                                                                                  | Bộ sưu tập tư nhân                                             | 1872/03                                     |
|          | Faucheuse                                                                 | 1872              | 179 x 116 cm       |                                                                                                  | Mexico, Fondation Juan Antonio Pérez Simon                     | 1872/04                                     |
|          | Pêcheuse                                                                  | 1872              | 144 x 87,5 cm      |                                                                                                  | Tokyo, Fuji Art Museum                                         | 1872/05                                     |
|          | Frileuse                                                                  | 1872              | 66 x 56 cm         |                                                                                                  | Bộ sưu tập tư nhân                                             | 1872/07                                     |
|          | Pendant l'orage                                                           | 1872              | 101,5 x 68,5 cm    |                                                                                                  | Bộ sưu tập tư nhân                                             | 1872/08                                     |
|          | Italienne à la cruche                                                     | 1872              | 89 x 81 cm         |                                                                                                  | New York, The New York Society Library                         | 1872/09                                     |
|          | La jeune fille au tambourin                                               | 1872              | 63,5 x 53 cm       |                                                                                                  | Không rõ                                                       | 1872/10                                     |
|          | L'Italienne au tambourg de basque                                         | 1872              | 141,5 x 106,5 cm   |                                                                                                  | Bộ sưu tập tư nhân                                             | 1872/11                                     |
|          | Tête d'Italienne avec une couronne de laurier                             | 1872              |                    |                                                                                                  | Không rõ                                                       | 1872/12                                     |
|          | La bouillie                                                               | 1872              | 81 x 50 cm         |                                                                                                  | Bộ sưu tập tư nhân                                             | 1872/14                                     |
|          | La petite écolière                                                        | 1872              | 81,5 x 46,5 cm     |                                                                                                  | Không rõ                                                       | 1872/15                                     |
|          | Sur le rocher                                                             | 1872              | 114 x 82,5 cm      |                                                                                                  | Bộ sưu tập tư nhân                                             | 1872/16                                     |
|          | Petites maraudeuses                                                       | 1872              | 200,5 x 109 cm     |                                                                                                  | Bộ sưu tập tư nhân                                             | 1872/17                                     |
|          | Séduction                                                                 | 1872              | 163,5 x 111,8 cm   |                                                                                                  | New York, The Metropolitan Museum of Art                       | 1872/18                                     |
|          | Nymphes et satyres                                                        | 1873              | 220 x 180 cm       |                                                                                                  | Williamstown, The Sterling and Francine Clark Institute        | 1873/01                                     |
|          | Fileuse                                                                   | 1873              | 100 x 91,5 cm      |                                                                                                  | Bộ sưu tập tư nhân                                             | 1873/03                                     |
|          | Petite fille Louis XIII                                                   | 1873              |                    |                                                                                                  | Không rõ                                                       | 1873/04                                     |
|          | Innocence                                                                 | 1873              | 66,5 x 56 cm       |                                                                                                  | Bộ sưu tập tư nhân                                             | 1873/05                                     |
|          | L'agneau nouveau-né                                                       | 1873              | 165 x 87,5 cm      |                                                                                                  | Pittsfield, Berkshire Museum                                   | 1873/06                                     |
|          | La toilette de Vénus                                                      | 1873              | 130 x 97 cm        |                                                                                                  | Buenos Aires, Museo Nacional de Bellas Artes                   | 1873/07                                     |
|          | La leçon de flûte                                                         | 1873              |                    |                                                                                                  | Bộ sưu tập tư nhân                                             | 1873/08                                     |
|          | L'italienne à l'éventail                                                  | 1873              | 66 x 56 cm         |                                                                                                  | Bộ sưu tập tư nhân                                             | 1873/09                                     |
|          | Tarentelle                                                                | 1873              | 100 x 83 cm        |                                                                                                  | Bộ sưu tập tư nhân                                             | 1873/10                                     |
|          | Le voile                                                                  | 1873              |                    |                                                                                                  | Không rõ                                                       | 1873/11                                     |
|          | Berceuse (le coucher)                                                     | 1873              | 112 x 86,5 cm      |                                                                                                  | Bộ sưu tập tư nhân                                             | 1873/12                                     |
|          | Tricoteuse                                                                | 1873              | 66,5 x 44 cm       |                                                                                                  | Không rõ                                                       | 1873/13                                     |
|          | Portrait de Cortlandt Field Bishop jeune                                  | 1873              | 112 x 65 cm        |                                                                                                  | New York, The New York Historical Society                      | 1873/14                                     |
|          | La fille du pêcheur                                                       | 1873              | 80,5 x 61 cm       |                                                                                                  | Bộ sưu tập tư nhân                                             | 1873/15                                     |
|          | Italienne portant des grappes de raisin                                   | 1874              | 130 x 95 cm        |                                                                                                  | Không rõ                                                       | 1874/01                                     |
|          | Un ange                                                                   | 1874              | 32,5 x 25,5 cm     |                                                                                                  | Bộ sưu tập tư nhân                                             | 1874/02                                     |
|          | Italiennes à la fontaine                                                  | 1874              |                    |                                                                                                  | Không rõ                                                       | 1874/03                                     |
|          | La Charité                                                                | 1874              |                    |                                                                                                  | Không rõ                                                       | 1874/04                                     |
|          | Homère et son guide                                                       | 1874              | 208,9 x 142,9 cm   |                                                                                                  | Milwaukee, Art Museum                                          | 1874/05                                     |
|          | Enfant italien tenant une croûte de pain                                  | 1874              | 54,5 x 45,5 cm     |                                                                                                  | Bộ sưu tập tư nhân                                             | 1874/06                                     |
|          | Pifferaro                                                                 | 1874              | 127 x 101,5 cm     |                                                                                                  | Bộ sưu tập tư nhân                                             | 1874/07                                     |
|          | Rosière                                                                   | 1874              |                    |                                                                                                  | Không rõ                                                       | 1874/08                                     |
|          | Portrait de mademoiselle Head, jeune                                      | 1874              | 129 x 75,5 cm      |                                                                                                  | Bộ sưu tập tư nhân                                             | 1874/09                                     |
|          | Portrait de mademoiselle Head                                             | 1874              | 66,5 x 54,5 cm     |                                                                                                  | Bộ sưu tập tư nhân                                             | 1874/10                                     |
|          | Tricoteuse                                                                | 1874              |                    |                                                                                                  | Tokyo, Musée d'art Matsuoka                                    | 1874/11                                     |
|          | Enfant à la tasse de lait                                                 | 1874              | 98 x 62 cm         |                                                                                                  | Cincinnati, Art Museum                                         | 1874/12                                     |
|          | Enfant à la tasse de lait (réduction)                                     | 1874              | 41 x 33 cm         |                                                                                                  | Bộ sưu tập tư nhân                                             | 1874/12A                                    |
|          | La petite Esméralda                                                       | 1874              | 89 x 54,5 cm       |                                                                                                  | Bộ sưu tập tư nhân                                             | 1874/13                                     |
|          | Enfant tressant une couronne                                              | 1874              | 86 x 56 cm         |                                                                                                  | Bộ sưu tập tư nhân                                             | 1874/14                                     |
|          | La petite tricoteuse                                                      | 1874              | 69 x 47,5 cm       |                                                                                                  | Bộ sưu tập tư nhân                                             | 1874/15                                     |
|          | Jeune fille couronnée de pampres                                          | 1874              | 42 x 36 cm         |                                                                                                  | Không rõ                                                       | 1874/16                                     |
|          | Vendangeuse                                                               | 1874              | 140 x 63 cm        |                                                                                                  | Copenhague, Ny Carlsberg Glyptotek                             | 1874/17                                     |
|          | L'orage                                                                   | 1874              | 158 x 88 cm        |                                                                                                  | Bộ sưu tập tư nhân                                             | 1874/18                                     |
|          | L'orage (réduction)                                                       | 1874              | 90,5 x 50,5 cm     |                                                                                                  | Bộ sưu tập tư nhân                                             | 1874/18A                                    |
|          | Après le bain                                                             | 1875              | 181 x 90,5 cm      |                                                                                                  | Figueras, musée Salvador Dali                                  | 1875/01                                     |
|          | Zéphyr et Flore                                                           | 1875              | 184 cm de diamètre |                                                                                                  | Mulhouse, musée des Beaux-Arts                                 | 1875/02                                     |
|          | La Vierge, l'enfant Jésus et saint Jean-Baptiste                          | 1875              | 200,5 x 122 cm     |                                                                                                  | Bộ sưu tập tư nhân                                             | 1875/03                                     |
|          | Berceuse (Italienne filant)                                               | 1875              | 89,5 x 64 cm       |                                                                                                  | Bộ sưu tập tư nhân                                             | 1875/04                                     |
|          | L'enfant aux pommes vertes (buste)                                        | 1875              |                    |                                                                                                  | Không rõ                                                       | 1875/05                                     |
|          | Enfant tenant de la luzerne                                               | 1875              | 46 x 38,5 cm       |                                                                                                  | Bộ sưu tập tư nhân                                             | 1875/06                                     |
|          | La petite Ophélie                                                         | 1875              | 55 x 46 cm         |                                                                                                  | Bộ sưu tập tư nhân                                             | 1875/07                                     |
|          | Rêverie                                                                   | 1875              | 55,5 x 46,5 cm     |                                                                                                  | Bộ sưu tập tư nhân                                             | 1875/08                                     |
|          | Portrait d'Aristide Boucicaut                                             | 1875              | 146 x 84 cm        |                                                                                                  | Paris, Le Bon Marché                                           | 1875/09                                     |
|          | Portrait de Marguerite Guérin, Madame Boucicaut                           | 1875              | 146 x 84 cm        |                                                                                                  | Paris, Le Bon Marché                                           | 1875/10                                     |
|          | Bergère dans les montagnes                                                | 1875              |                    |                                                                                                  | Không rõ                                                       | 1875/11                                     |
|          | Glaneuse                                                                  | 1875              |                    |                                                                                                  | Không rõ                                                       | 1875/13                                     |
|          | Vendangeuse                                                               | 1875              | 96 x 61 cm         |                                                                                                  | Bộ sưu tập tư nhân                                             | 1875/14                                     |
|          | L'Orientale à la grenade                                                  | 1875              | 58,5 x 46 cm       | Déposé au Portland Art Museum en 2008.                                                           | Bộ sưu tập tư nhân                                             | 1875/15                                     |
|          | Marchande de grenades                                                     | 1875              | 135 x 87 cm        |                                                                                                  | Bộ sưu tập tư nhân                                             | 1875/16                                     |
|          | Au bord du ruisseau                                                       | 1875              | 137 x 86 cm        |                                                                                                  | Bộ sưu tập tư nhân                                             | 1875/17                                     |
|          | La petite tricoteuse                                                      | 1875              | 114 x 81 cm        |                                                                                                  | Bộ sưu tập tư nhân                                             | 1875/18                                     |
|          | L'Assomption de la Vierge                                                 | 1875              | 1200 x 1200 cm     | Décor de la coupole de la chapelle de la Vierge à la cathédrale de La Rochelle.                  | La Rochelle, Cathédrale                                        | 1875/19                                     |
|          | Pietà                                                                     | 1876              | 203 x 148 cm       | Déposé au Dallas Museum of Art                                                                   | Bộ sưu tập tư nhân                                             | 1876/01                                     |
|          | Pietà (réduction)                                                         | 1876              | 100 x 65 cm        |                                                                                                  | Không rõ                                                       | 1876/01A                                    |
|          | Le Secret                                                                 | 1876              | 130 x 85 cm        |                                                                                                  | New York, The New York Historical Society                      | 1876/02                                     |
|          | Jeune fille fellah, en pied                                               | 1876              | 163 x 88 cm        |                                                                                                  | Bộ sưu tập tư nhân                                             | 1876/03                                     |
|          | Jeune fille fellah, demi-figure                                           | 1876              | 89 x 56 cm         |                                                                                                  | Không rõ                                                       | 1876/04                                     |
|          | Fleurs des champs                                                         | 1876              |                    |                                                                                                  | Không rõ                                                       | 1876/05                                     |
|          | La Loyauté                                                                | 1876              | 204 x 92 cm        | Commande d'Aristide Boucicaut pour le Bon Marché.                                                | Bộ sưu tập tư nhân                                             | 1876/06                                     |
|          | La Nativité de Jésus Christ                                               | 1876              | 400 x 300 cm       | Décor de l'archivolte de la coupole de la chapelle de la Vierge, à la cathédrale de La Rochelle. | La Rochelle, Cathédrale                                        | 1876/08                                     |
|          | La Jeunesse et l'Amour                                                    | 1877              | 192,5 x 88 cm      |                                                                                                  | Paris, musée d'Orsay                                           | 1877/01                                     |
|          | La Jeunesse et l'Amour (réduction)                                        | 1877              | 115,5 x 51 cm      |                                                                                                  | Ocala, Florida University, Appleton Museum of Art              | 1877/01A                                    |
|          | Vierge consolatrice                                                       | 1877              | 204 x 148 cm       |                                                                                                  | Strasbourg, musée des Beaux-Arts                               | 1877/02                                     |
|          | Jeune fille et enfant                                                     | 1877              | 61 x 48 cm         |                                                                                                  | Bộ sưu tập tư nhân                                             | 1877/03                                     |
|          | Les deux sœurs                                                            | 1877              | 136 x 78 cm        |                                                                                                  | Bộ sưu tập tư nhân                                             | 1877/04                                     |
|          | La grande sœur                                                            | 1877              | 146 x 89 cm        |                                                                                                  | Bộ sưu tập tư nhân                                             | 1877/05                                     |
|          | La grande sœur (réduction)                                                | 1877              | 66 x 40,5 cm       |                                                                                                  | Bộ sưu tập tư nhân                                             | 1877/05A                                    |
|          | La dévideuse                                                              | 1877              | 161,5 x 98 cm      |                                                                                                  | Bộ sưu tập tư nhân                                             | 1877/06                                     |
|          | Portrait de Monseigneur Léon-Benoît-Charles Thomas, évêque de La Rochelle | 1877              | 221 x 124 cm       | Tableau présenté à l'Exposition Universelle de 1878.                                             | Paris, musée d'Orsay                                           | 1877/07                                     |
|          | La Visitation                                                             | 1877              | 300 x 400 cm       | Décor de l'archivolte de la coupole de la chapelle de la Vierge, à la cathédrale de La Rochelle  | La Rochelle, Cathédrale                                        | 1877/08                                     |
|          | Portrait posthume de Georges Bouguereau                                   | 1877              | 80,5 x 63,5 cm     |                                                                                                  | Bộ sưu tập tư nhân                                             | 1877/09                                     |
|          | Portrait posthume de Madame Nelly Bouguereau                              | 1877              | 78 x 63 cm         |                                                                                                  | Bộ sưu tập tư nhân                                             | 1877/10                                     |
|          | Le livre de fables                                                        | 1877              | 59 x 48,3 cm       |                                                                                                  | Los Angeles, County Museum of Art                              | 1877/11                                     |
|          | Portrait de Madame Deseiligny                                             | 1877              | 137 x 101 cm       |                                                                                                  | La Rochelle, musée des Beaux-Arts                              | 1877/12                                     |
|          | Petite boudeuse                                                           | 1878              | 63,5 x 46 cm       |                                                                                                  | Không rõ                                                       | 1878/01                                     |
|          | La prière                                                                 | 1878              | 45,5 x 38 cm       |                                                                                                  | Tokyo, The National Museum of Western Art                      | 1878/02                                     |
|          | La fuite en Egypte                                                        | 1878              | 300 x 400 cm       | Décor de l'archivolte de la coupole de la chapelle de la Vierge, à la cathédrale de La Rochelle. | La Rochelle, Cathédrale                                        | 1878/03                                     |
|          | La Charité                                                                | 1878              | 196 x 117 cm       |                                                                                                  | Bộ sưu tập tư nhân                                             | 1878/04                                     |
|          | Une âme au ciel                                                           | 1878              | 180 x 275 cm       |                                                                                                  | Périgueux, musée du Périgord                                   | 1878/05                                     |
|          | Le nymphée                                                                | 1878              | 143,5 x 208,5 cm   |                                                                                                  | Stockton, The Pioneer & Haggin Galleries                       | 1878/06                                     |
|          | Joueur de flûte                                                           | 1878              |                    |                                                                                                  | Không rõ                                                       | 1878/07                                     |
|          | Fleurs de printemps                                                       | 1878              | 119 x 57,5 cm      |                                                                                                  | Không rõ                                                       | 1878/08                                     |
|          | Enfant tenant des fleurs (mi-corps)                                       | 1878              | 89 x 58 cm         |                                                                                                  | Bộ sưu tập tư nhân                                             | 1878/09                                     |
|          | Jeune fille et enfant (mi-corps)                                          | 1878              | 114 x 80 cm        |                                                                                                  | Không rõ                                                       | 1878/10                                     |
|          | Les joies d'une mère                                                      | 1878              | 136 x 100,5 cm     |                                                                                                  | Bộ sưu tập tư nhân                                             | 1878/11                                     |
|          | Augustine, jeune fille tenant des fleurs sur sa poitrine                  | 1878              | 60 x 48 cm         |                                                                                                  | Bộ sưu tập tư nhân                                             | 1878/12                                     |
|          | Baigneuses                                                                | 1878              | 99 x 68,5 cm       |                                                                                                  | Không rõ                                                       | 1878/13                                     |
|          | Le retour des vendanges ou Promenade à dos d'âne                          | 1878              | 241 x 170 cm       |                                                                                                  | Jacksonville, The Cummer Gallery of Art                        | 1878/15                                     |
|          | Le petit câlin                                                            | 1878              | 114 x 81 cm        |                                                                                                  | Bộ sưu tập tư nhân                                             | 1878/16                                     |
|          | Jeune fille portant un enfant                                             | 1878 (daté: 1879) | 132 x 85 cm        |                                                                                                  | Bộ sưu tập tư nhân                                             | 1878/17                                     |
|          | Jeunes bohémiennes                                                        | 1879              | 166 x 99 cm        |                                                                                                  | Bộ sưu tập tư nhân                                             | 1879/01                                     |
|          | La Naissance de Vénus                                                     | 1879              | 300 x 215 cm       |                                                                                                  | Paris, musée d'Orsay                                           | 1879/02                                     |
|          | L'Annonciation                                                            | 1879              | 300 x 400 cm       | Décor de l'archivolte de la coupole de la chapelle de la Vierge, à la cathédrale de La Rochelle. | La Rochelle, Cathédrale                                        | 1879/03                                     |
|          | Tête d'enfant                                                             | 1879              | 37,5 x 29,5 cm     |                                                                                                  | Bộ sưu tập tư nhân                                             | 1879/04                                     |
|          | La tasse de lait                                                          | 1879              |                    |                                                                                                  | Bộ sưu tập tư nhân                                             | 1879/05                                     |
|          | Au bord du ruisseau                                                       | 1879              | 120,5 x 91,5 cm    |                                                                                                  | Bộ sưu tập tư nhân                                             | 1879/06                                     |
|          | Les enfants à l'agneau, en pied                                           | 1879              | 129 x 96,5 cm      |                                                                                                  | Không rõ                                                       | 1879/07                                     |
|          | Les enfants à l'agneau, demi-figures                                      | 1879              | 61 x 46,5 cm       |                                                                                                  | Bộ sưu tập tư nhân                                             | 1879/08                                     |
|          | Tricoteuse                                                                | 1879              | 100,5 x 60,5 cm    |                                                                                                  | Ocala, Florida University, Appleton Museum of Art              | 1879/09                                     |
|          | Fortunata (Tête d'Italienne)                                              | 1879              | 45,5 x 38 cm       | Déposé à Lexington, University of Kentucky.                                                      | Bộ sưu tập tư nhân                                             | 1879/10                                     |
|          | Le repos                                                                  | 1879              | 164 x 107 cm       |                                                                                                  | Cleveland, Museum of Art                                       | 1879/11                                     |
|          | Portrait de Mademoiselle Elizabeth Gardner                                | 1879              | 46 x 38,5 cm       |                                                                                                  | Bộ sưu tập tư nhân                                             | 1879/12                                     |
|          | Autoportrait                                                              | 1879              | 46 x 38 cm         |                                                                                                  | Montréal, musée des Beaux-Arts                                 | 1879/13                                     |
|          | Baigneuse assise                                                          | 1879              | 64 x 41 cm         |                                                                                                  | Bộ sưu tập tư nhân                                             | 1879/14                                     |
|          | La petite fille aux fleurs                                                | 1879              | 51 x 36 cm         |                                                                                                  | Không rõ                                                       | 1879/15                                     |
|          | Petite fille au bol bleu                                                  | 1879              | 70,5 x 50 cm       |                                                                                                  | Không rõ                                                       | 1879/16                                     |
|          | La frileuse                                                               | 1879              | 72 x 50 cm         |                                                                                                  | Bộ sưu tập tư nhân                                             | 1879/17                                     |
|          | Le crochet                                                                | 1879              | 90 x 54,5 cm       |                                                                                                  | Bộ sưu tập tư nhân                                             | 1879/18                                     |
|          | La libellule                                                              | 1879              |                    |                                                                                                  | Không rõ                                                       | 1879/19                                     |
|          | La petite blessée                                                         | 1879              | 96,5 x 62 cm       |                                                                                                  | Bộ sưu tập tư nhân                                             | 1879/20                                     |
|          | La petite écolière                                                        | 1879              | 104 x 75,5 cm      |                                                                                                  | Không rõ                                                       | 1879/21                                     |
|          | Le goûter                                                                 | 1879              |                    |                                                                                                  | Không rõ                                                       | 1879/22                                     |

## Thập niên 1880
| Hình ảnh | Tựa đề                                                               | Năm  | Kích thước       | Ghi chú                                                                                          | Nơi bảo tồn                                                                                | Số hiệu trong Danh mục (Bartoli-Ross, 2010) |
| -------- | -------------------------------------------------------------------- | ---- | ---------------- | ------------------------------------------------------------------------------------------------ | ------------------------------------------------------------------------------------------ | ------------------------------------------- |
|          | Jeune fille se défendant contre l'Amour                              | 1880 | 160 x 114 cm     |                                                                                                  | Wilmington, University of North Carolina, en dépôt à Raleigh, North Carolina Museum of Art | 1880/01                                     |
|          | Jeune fille se défendant contre l'Amour (réduction)                  | 1880 | 79 x 55 cm       |                                                                                                  | Malibu, The J. Paul Getty Museum                                                           | 1880/01A                                    |
|          | La Flagellation du Christ                                            | 1880 | 390 x 210 cm     |                                                                                                  | La Rochelle, cathédrale Saint-Louis                                                        | 1880/02                                     |
|          | L'évanouissement de la Vierge                                        | 1880 | 300 x 400 cm     | Décor de l'archivolte de la coupole de la chapelle de la Vierge, à la cathédrale de La Rochelle. | La Rochelle, Cathédrale                                                                    | 1880/03                                     |
|          | Enfant nu sur un coussin                                             | 1880 | 75 x 58,5 cm     |                                                                                                  | Không rõ                                                                                   | 1880/04                                     |
|          | Tentation                                                            | 1880 | 99,5 x 132,5 cm  |                                                                                                  | Minneapolis, Institute of Arts                                                             | 1880/05                                     |
|          | Tentation (réduction)                                                | 1880 | 58,5 x 79 cm     |                                                                                                  | Bộ sưu tập tư nhân                                                                         | 1880/05A                                    |
|          | Le repos (jeune fille couchée)                                       | 1880 | 72,5 x 148 cm    |                                                                                                  | Bộ sưu tập tư nhân                                                                         | 1880/06                                     |
|          | Tricoteuse                                                           | 1880 | 114 x 71 cm      |                                                                                                  | Không rõ                                                                                   | 1880/07                                     |
|          | Petite mendiante                                                     | 1880 | 117 x 74 cm      |                                                                                                  | Bộ sưu tập tư nhân                                                                         | 1880/08                                     |
|          | Le déjeuner frugal                                                   | 1880 | 132 x 87,5 cm    |                                                                                                  | Bộ sưu tập tư nhân                                                                         | 1880/09                                     |
|          | La leçon difficile                                                   | 1880 | 97 x 62 cm       |                                                                                                  | Bộ sưu tập tư nhân                                                                         | 1880/10                                     |
|          | La soupe au lait                                                     | 1880 | 49 x 36 cm       |                                                                                                  | Bộ sưu tập tư nhân                                                                         | 1880/11                                     |
|          | Enfant fellah accroupie                                              | 1880 |                  |                                                                                                  | Không rõ                                                                                   | 1880/12                                     |
|          | L'Aurore                                                             | 1881 | 215 x 107 cm     |                                                                                                  | Birmingham (Alabama), Museum of Art                                                        | 1881/01                                     |
|          | L'Aurore (réduction)                                                 | 1881 | 123 x 64 cm      |                                                                                                  | Bộ sưu tập tư nhân                                                                         | 1881/01A                                    |
|          | L'Amour désarmé                                                      | 1881 | 129,5 x 96,5 cm  | Volé alors qu'il se trouvait en dépôt au Wellesley College Museum. Retrouvé ruiné.               | Détruit                                                                                    | 1881/02                                     |
|          | La fille du pêcheur                                                  | 1881 | 114 x 79 cm      |                                                                                                  | Bộ sưu tập tư nhân                                                                         | 1881/03                                     |
|          | La Vierge aux anges                                                  | 1881 | 213 x 152 cm     |                                                                                                  | Glendale (Californie), Forest Lawn Museum                                                  | 1881/04                                     |
|          | La Vierge aux anges                                                  | 1881 | 113,5 x 79,5 cm  |                                                                                                  | Bộ sưu tập tư nhân                                                                         | 1881/04A                                    |
|          | La Pietà                                                             | 1881 | 300 x 400 cm     | Décor de l'archivolte de la coupole de la chapelle de la Vierge, à la cathédrale de la Rochelle. | La Rochelle, Cathédrale                                                                    | 1881/05                                     |
|          | Tête d'enfant                                                        | 1881 | 41 x 33 cm       |                                                                                                  | Không rõ                                                                                   | 1881/06                                     |
|          | Le nid                                                               | 1881 |                  |                                                                                                  | Không rõ                                                                                   | 1881/07                                     |
|          | La branche de cerisier                                               | 1881 |                  |                                                                                                  | Bộ sưu tập tư nhân                                                                         | 1881/08                                     |
|          | Gardeuse de moutons                                                  | 1881 | 117 x 72 cm      |                                                                                                  | Seattle, The Frye Museum                                                                   | 1881/09                                     |
|          | Petite bergère debout                                                | 1881 | 144 x 87,5 cm    |                                                                                                  | Không rõ                                                                                   | 1881/10                                     |
|          | L'orage                                                              | 1881 | 162,5 x 101,5 cm |                                                                                                  | New York, Vanderbilt Foundation                                                            | 1881/11                                     |
|          | La grappe de raisin                                                  | 1881 | 117 x 84,5 cm    |                                                                                                  | Không rõ                                                                                   | 1881/12                                     |
|          | La Vierge à l'enfant avec saint Jean-Baptiste                        | 1881 | 190,5 x 111 cm   |                                                                                                  | Ithaca, Cornell University, Herbert F. Johnson Museum of Art                               | 1881/13                                     |
|          | Éventail naturel, jeune fille et enfant                              | 1881 | 114 x 147 cm     |                                                                                                  | Bộ sưu tập tư nhân                                                                         | 1881/14                                     |
|          | Éventail naturel, jeune fille et enfant (réduction)                  | 1881 | 59,5 x 80 cm     |                                                                                                  | Bộ sưu tập tư nhân                                                                         | 1881/14A                                    |
|          | Le Crépuscule                                                        | 1882 | 207,5 x 108 cm   |                                                                                                  | La Havane, musée national cubain                                                           | 1882/01                                     |
|          | Le Crépuscule                                                        | 1882 | 127 x 66 cm      |                                                                                                  | Bộ sưu tập tư nhân                                                                         | 1882/01A                                    |
|          | Les noisettes                                                        | 1882 | 87,5 x 134 cm    |                                                                                                  | Detroit, Institute of Arts                                                                 | 1882/03                                     |
|          | La pêche aux grenouilles                                             | 1882 | 142 x 111,5 cm   |                                                                                                  | Bộ sưu tập tư nhân                                                                         | 1882/04                                     |
|          | La tricoteuse                                                        | 1882 | 100,5 x 60,5 cm  |                                                                                                  | Bộ sưu tập tư nhân                                                                         | 1882/05                                     |
|          | La fille du pêcheur                                                  | 1883 | 149 x 90 cm      |                                                                                                  | Không rõ                                                                                   | 1882/06                                     |
|          | La Nuit                                                              | 1883 | 208 x 108 cm     |                                                                                                  | Washington, Hillwood Museum                                                                | 1883/01                                     |
|          | Alma Parens                                                          | 1883 | 230 x 140 cm     |                                                                                                  | Bộ sưu tập tư nhân                                                                         | 1883/02                                     |
|          | Tête de jeune fille (présentée à la veuve Membrée)                   | 1883 | 46 x 38 cm       |                                                                                                  | Bộ sưu tập tư nhân                                                                         | 1883/03                                     |
|          | Tête d'ange (étude présentée au Dr Parrot)                           | 1883 | 47 x 38,5 cm     |                                                                                                  | Bộ sưu tập tư nhân                                                                         | 1883/04                                     |
|          | Tête d'ange (autre étude)                                            | 1883 | 46 x 38 cm       |                                                                                                  | Bộ sưu tập tư nhân                                                                         | 1883/05                                     |
|          | Portrait de William, petit-fils de l'artiste, en saint Jean-Baptiste | 1883 | 50 x 34 cm       |                                                                                                  | Bộ sưu tập tư nhân                                                                         | 1883/06                                     |
|          | Vol d'Amours                                                         | 1883 | 80 x 63,5 cm     |                                                                                                  | Bộ sưu tập tư nhân                                                                         | 1883/07                                     |
|          | Orpheline à la fontaine                                              | 1883 | 145 x 87,5 cm    |                                                                                                  | Bộ sưu tập tư nhân                                                                         | 1883/08                                     |
|          | Panier de pommes (tête et mains)                                     | 1883 | 61 x 48 cm       |                                                                                                  | Northampton (Massachusetts), Smith College                                                 | 1883/09                                     |
|          | Récolte des noisettes                                                | 1883 | 161 x 114 cm     |                                                                                                  | Bộ sưu tập tư nhân                                                                         | 1883/10                                     |
|          | Petite vendangeuse                                                   | 1883 | 117 x 82,5 cm    |                                                                                                  | Bộ sưu tập tư nhân                                                                         | 1883/11                                     |
|          | La jeunesse de Bacchus                                               | 1884 | 331 x 610 cm     |                                                                                                  | Bộ sưu tập tư nhân                                                                         | 1884/01                                     |
|          | L'Adoration des bergers                                              | 1884 | 350 x 220 cm     | Peint pour la chapelle de la Vierge à l'église Saint-Vincent-de-Paul de Paris.                   | Paris, église Saint-Vincent-de-Paul                                                        | 1884/02                                     |
|          | L'étoile perdue                                                      | 1884 | 195,5 x 95 cm    |                                                                                                  | Mexico, Fondation Juan Antonio Pérez Simon                                                 | 1884/05                                     |
|          | L'étoile perdue (réduction présentée à H. Bramtot)                   | 1884 | 57 x 27 cm       |                                                                                                  | Bộ sưu tập tư nhân                                                                         | 1884/05A                                    |
|          | Le Jour                                                              | 1884 | 207 x 120,5 cm   |                                                                                                  | Bộ sưu tập tư nhân                                                                         | 1884/06                                     |
|          | Les deux baigneuses                                                  | 1884 | 201 x 129 cm     |                                                                                                  | Chicago, The Art Institute                                                                 | 1884/07                                     |
|          | Baigneuse accroupie                                                  | 1884 | 116,5 x 90 cm    |                                                                                                  | Williamstown, Sterling and Francine Clark Art Institute                                    | 1884/08                                     |
|          | Biblis                                                               | 1884 | 95,5 x 159,5 cm  |                                                                                                  | Hyderabad II (Andhra Pradesh), Salarjung Museum                                            | 1884/09                                     |
|          | Biblis (réduction)                                                   | 1884 | 48 x 79 cm       |                                                                                                  | Collection partculière                                                                     | 1884/09A                                    |
|          | La pluie                                                             | 1884 | 93 x 119 cùm     |                                                                                                  | Bộ sưu tập tư nhân                                                                         | 1884/10                                     |
|          | La leçon difficile                                                   | 1884 | 95 x 61 cm       |                                                                                                  | Bộ sưu tập tư nhân                                                                         | 1884/11                                     |
|          | Tricoteuse                                                           | 1884 | 129 x 70 cm      |                                                                                                  | Bộ sưu tập tư nhân                                                                         | 1884/12                                     |
|          | La bourrique                                                         | 1884 | 137 x 101,5 cm   |                                                                                                  | Pittsfield, The Berkshire Museum                                                           | 1884/13                                     |
|          | Parure des champs                                                    | 1884 | 163 x 90 cm      |                                                                                                  | Montréal, musée des Beaux-Arts                                                             | 1884/14                                     |
|          | L'Adoration des mages                                                | 1885 | 350 x 220 cm     | Peint pour la chapelle de la Vierge à l'église Saint-Vincent-de-Paul de Paris.                   | Paris, église Saint-Vincent-de-Paul                                                        | 1885/01A                                    |
|          | La Visitation                                                        | 1885 |                  | Peint pour la chapelle de la Vierge à l'église Saint-Vincent-de-Paul de Paris.                   | Paris, église Saint-Vincent-de-Paul                                                        | 1885/01B                                    |
|          | La fuite en Egypte                                                   | 1885 |                  | Peint pour la chapelle de la Vierge à l'église Saint-Vincent-de-Paul de Paris.                   | Paris, église Saint-Vincent-de-Paul                                                        | 1885/01C                                    |
|          | Portrait de Mademoiselle Yvonne de Chasseval                         | 1885 |                  |                                                                                                  | Không rõ                                                                                   | 1885/02                                     |
|          | Femme et Amour captif                                                | 1885 | 120 x 97 cm      |                                                                                                  | Bộ sưu tập tư nhân                                                                         | 1885/04                                     |
|          | Méditation                                                           | 1885 | 132 x 86,5 cm    |                                                                                                  | Omaha, The Joslyn Museum of Art                                                            | 1885/05                                     |
|          | Jeune fille à la cruche                                              | 1885 | 97 x 61 cm       |                                                                                                  | Bộ sưu tập tư nhân                                                                         | 1885/06                                     |
|          | Jeune bergère                                                        | 1885 | 157,5 x 72,5 cm  |                                                                                                  | San Diego, Museum of Art                                                                   | 1885/07                                     |
|          | Jeune fille allant à la fontaine                                     | 1885 | 160,5 x 73,5 cm  |                                                                                                  | New York, Dahesh Museum of Art                                                             | 1885/08                                     |
|          | Jeune fille portant une cruche                                       | 1885 | 157,5 x 86,5 cm  |                                                                                                  | Bộ sưu tập tư nhân                                                                         | 1885/09                                     |
|          | Femme au coquillage                                                  | 1885 | 131 x 86,5 cm    |                                                                                                  | Bộ sưu tập tư nhân                                                                         | 1885/10                                     |
|          | Le Printemps                                                         | 1886 | 215 x 117 cm     |                                                                                                  | Omaha, The Joslyn Museum of Art                                                            | 1886/01                                     |
|          | Portrait d'une petite fille                                          | 1886 | 35,5 x 27 cm     |                                                                                                  | Bộ sưu tập tư nhân                                                                         | 1886/02                                     |
|          | Autoportrait présenté à M. Sage                                      | 1886 | 46 x 38 cm       |                                                                                                  | Bộ sưu tập tư nhân                                                                         | 1886/03                                     |
|          | Portrait de Mademoiselle Ella Colonna Czosnowska                     | 1886 | 155 x 85 cm      |                                                                                                  | Không rõ                                                                                   | 1886/04                                     |
|          | Portrait de Mademoiselle Ruth Hill                                   | 1886 |                  |                                                                                                  | Không rõ                                                                                   | 1886/05                                     |
|          | Petite fille assise au bord de l'eau                                 | 1886 | 84 x 61,5 cm     |                                                                                                  | Seattle, University of Washington, Henry Art Gallery                                       | 1886/06                                     |
|          | Au pied de la falaise                                                | 1886 | 108 x 65 cm      |                                                                                                  | Memphis, Brooks Memorial Art Gallery                                                       | 1886/07                                     |
|          | Au bord de l'étang                                                   | 1886 | 106,5 x 53 cm    |                                                                                                  | Bộ sưu tập tư nhân                                                                         | 1886/08                                     |
|          | Le peloton de laine                                                  | 1886 | 140 x 76 cm      |                                                                                                  | Bộ sưu tập tư nhân                                                                         | 1886/09                                     |
|          | Bergère                                                              | 1886 | 160 x 76 cm      |                                                                                                  | Springfield, Museum of Fine Arts                                                           | 1886/10                                     |
|          | La sœur aînée                                                        | 1886 | 131 x 86 cm      |                                                                                                  | Bộ sưu tập tư nhân                                                                         | 1886/11                                     |
|          | La Soif                                                              | 1886 | 132 x 102 cm     |                                                                                                  | Bộ sưu tập tư nhân                                                                         | 1886/12                                     |
|          | Tête de petite fille                                                 | 1886 | 45 x 32,5 cm     |                                                                                                  | Không rõ                                                                                   | 1886/13                                     |
|          | Petite tricoteuse assise                                             | 1886 | 96 x 60,5 cm     |                                                                                                  | Không rõ                                                                                   | 1886/14                                     |
|          | L'Amour vainqueur                                                    | 1886 | 164 x 122,5 cm   |                                                                                                  | Bộ sưu tập tư nhân                                                                         | 1886/15                                     |
|          | Portrait de Madame Dumont                                            | 1887 | 61 x 50 cm       |                                                                                                  | Bộ sưu tập tư nhân                                                                         | 1887/01                                     |
|          | Portrait de Diane                                                    | 1887 | 59,5 x 48,5 cm   |                                                                                                  | Baltimore, Museum of Art                                                                   | 1887/02                                     |
|          | Allant au bain                                                       | 1887 | 175 x 80,5 cm    |                                                                                                  | Bộ sưu tập tư nhân                                                                         | 1887/03                                     |
|          | Frère et sœur                                                        | 1887 | 179 x 80 cm      |                                                                                                  | Bộ sưu tập tư nhân                                                                         | 1887/04                                     |
|          | Jeune bergère debout                                                 | 1887 | 157,5 x 73,5 cm  |                                                                                                  | Bộ sưu tập tư nhân                                                                         | 1887/05                                     |
|          | Le déjeuner du matin                                                 | 1887 | 91,5 x 56 cm     |                                                                                                  | Bộ sưu tập tư nhân                                                                         | 1887/06                                     |
|          | Baigneuse                                                            | 1888 | 189 x 108 cm     |                                                                                                  | Bộ sưu tập tư nhân                                                                         | 1888/01                                     |
|          | Premier deuil                                                        | 1888 | 203 x 252 cm     |                                                                                                  | Buenos Aires, Museo Nacional de Bellas Artes                                               | 1888/02                                     |
|          | Madone assise                                                        | 1888 | 176,5 x 103 cm   |                                                                                                  | Adélaïde (Australie), Art Gallery of South Australia                                       | 1888/03                                     |
|          | Étude de petite fille (visage de profil)                             | 1888 | 24 x 18,5 cm     |                                                                                                  | Bộ sưu tập tư nhân                                                                         | 1888/04                                     |
|          | Au bord du ruisseau                                                  | 1888 | 81 x 103 cm      |                                                                                                  | Bộ sưu tập tư nhân                                                                         | 1888/05                                     |
|          | L'Amour au papillon                                                  | 1888 | 117 x 68 cm      |                                                                                                  | Bộ sưu tập tư nhân                                                                         | 1888/06                                     |
|          | Autoportrait                                                         | 1888 | 93 x 61 cm       |                                                                                                  | Bộ sưu tập tư nhân                                                                         | 1888/07                                     |
|          | Autoportrait (réplique)                                              | 1888 | 96 x 62 cm       |                                                                                                  | Bộ sưu tập tư nhân                                                                         | 1888/07A                                    |
|          | Jeanne                                                               | 1888 | 59 x 46,5 cm     |                                                                                                  | Bộ sưu tập tư nhân                                                                         | 1888/08                                     |
|          | Bergère                                                              | 1888 |                  |                                                                                                  | Không rõ                                                                                   | 1888/09                                     |
|          | Petite boudeuse                                                      | 1888 | 123 x 86 cm      |                                                                                                  | Manitowoc (Wisconsin), Rahr-West Museum                                                    | 1888/10                                     |
|          | Jésus-Christ rencontre sa mère                                       | 1888 |                  | Peint pour la chapelle de la Vierge à l'église Saint-Vincent-de-Paul de Paris.                   | Paris, église Saint-Vincent-de-Paul                                                        | 1888/12                                     |
|          | L'Annonciation                                                       | 1888 |                  | Peint pour la chapelle de la Vierge à l'église Saint-Vincent-de-Paul de Paris.                   | Paris, église Saint-Vincent-de-Paul                                                        | 1888/13                                     |
|          | L'Annonciation (réduction)                                           | 1888 | 93 x 48 cm       |                                                                                                  | Bộ sưu tập tư nhân                                                                         | 1888/13A                                    |
|          | Méditation                                                           | 1888 | 122 x 81,5 cm    |                                                                                                  | Không rõ                                                                                   | 1888/14                                     |
|          | La leçon                                                             | 1889 | 99 x 61 cm       |                                                                                                  | Bộ sưu tập tư nhân                                                                         | 1889/01                                     |
|          | Psyché et l'Amour                                                    | 1889 | 200 x 116 cm     |                                                                                                  | Hobart (Tasmanie), Tasmanian Museum and Art Gallery                                        | 1889/02                                     |
|          | L'Amour et Psyché enfant                                             | 1889 | 119,5 x 71 cm    |                                                                                                  | Bộ sưu tập tư nhân                                                                         | 1889/03                                     |
|          | Première rêverie                                                     | 1889 | 203 x 137 cm     |                                                                                                  | La Nouvelle-Orléans, Museum of Art                                                         | 1889/06                                     |
|          | Première rêverie (réduction)                                         | 1889 | 101 x 58 cm      |                                                                                                  | Jacksonville (Floride), The Cummer Museum of Art                                           | 1889/06A                                    |
|          | Notre-Dame des Anges                                                 | 1889 | 230,5 x 134,5 cm |                                                                                                  | Bộ sưu tập tư nhân                                                                         | 1889/07                                     |
|          | Portrait d'un enfant de Madame Porter                                | 1889 | 96,5 x 62 cm     |                                                                                                  | Bộ sưu tập tư nhân                                                                         | 1889/08                                     |
|          | Le goûter                                                            | 1889 | 94 x 61 cm       |                                                                                                  | Bộ sưu tập tư nhân                                                                         | 1889/09                                     |
|          | Jeune fille au crochet                                               | 1889 | 61 x 46,5 cm     |                                                                                                  | Bộ sưu tập tư nhân                                                                         | 1889/10                                     |
|          | Pastourelle                                                          | 1889 | 159 x 93 cm      |                                                                                                  | Tulsa (Oklahoma); The Philbrook Museum of Art                                              | 1889/11                                     |
|          | Bohémienne                                                           | 1889 | 150 x 124,5 cm   | Tableau autrefois à l'Institute of Arts de Minneapolis, vendu par le musée en 2014.              | Bộ sưu tập tư nhân                                                                         | 1889/12                                     |
|          | Le mariage de la Vierge                                              | 1889 |                  | Peint pour la chapelle de la Vierge à l'église Saint-Vincent-de-Paul de Paris.                   | Paris, église Saint-Vincent-de-Paul                                                        | 1889/13                                     |
|          | La Vierge au pied de la croix                                        | 1889 |                  | Peint pour la chapelle de la Vierge à l'église Saint-Vincent-de-Paul de Paris.                   | Paris, église Saint-Vincent-de-Paul                                                        | 1889/14                                     |
|          | Portrait de Gabrielle Drunzer                                        | 1889 | 43 x 37 cm       |                                                                                                  | Bộ sưu tập tư nhân                                                                         | 1889/15                                     |
|          | Chansons de printemps                                                | 1889 | 149,5 x 99 cm    |                                                                                                  | Bộ sưu tập tư nhân                                                                         | 1889/16                                     |

## Thập niên 1890
| Hình ảnh | Tựa đề                                                         | Năm              | Kích thước       | Ghi chú                                                                                 | Nơi bảo tồn                                                                 | Số hiệu trong Danh mục (Bartoli-Ross, 2010) |
| -------- | -------------------------------------------------------------- | ---------------- | ---------------- | --------------------------------------------------------------------------------------- | --------------------------------------------------------------------------- | ------------------------------------------- |
|          | Petites mendiantes                                             | 1890             | 161 x 93,5 cm    |                                                                                         | Syracuse (New York), Syracuse University Art Collection                     | 1890/01                                     |
|          | Câlinerie                                                      | 1890             | 145 x 91 cm      |                                                                                         | Bộ sưu tập tư nhân                                                          | 1890/02                                     |
|          | Les Saintes femmes au tombeau                                  | 1890             | 260 x 160 cm     |                                                                                         | Anvers, musée royal des Beaux-Arts                                          | 1890/03                                     |
|          | Portrait de Mademoiselle Louise Bonynge, future Madame Maxwell | 1890             | 129 x 89 cm      |                                                                                         | Tokyo, Hachioji City, Mutauchi Museum                                       | 1890/04                                     |
|          | Amour à l'affût                                                | 1890             | 117 x 77 cm      |                                                                                         | Bộ sưu tập tư nhân                                                          | 1890/05                                     |
|          | Portrait de Gabrielle Cot                                      | 1890             | 45,5 x 38 cm     |                                                                                         | Bộ sưu tập tư nhân                                                          | 1890/06                                     |
|          | Tête de fillette, tête sans les mains                          | 1890             | 44,5 x 37 cm     |                                                                                         | Bộ sưu tập tư nhân                                                          | 1890/07                                     |
|          | Tête de fillette, tête avec mains                              | 1890             | 46 x 37,5 cm     |                                                                                         | Bộ sưu tập tư nhân                                                          | 1890/08                                     |
|          | Les mûres                                                      | 1890             | 135 x 81 cm      |                                                                                         | Saint-Johnsbury (Vermont), Athenaeum                                        | 1890/09                                     |
|          | Une vocation                                                   | 1890             | 56 x 45,5 cm     |                                                                                         | Bộ sưu tập tư nhân                                                          | 1890/10                                     |
|          | L'œillet                                                       | 1890             |                  |                                                                                         | Không rõ                                                                    | 1890/11                                     |
|          | Glaneuse                                                       | 1890             | 96,5 x 61 cm     |                                                                                         | Bộ sưu tập tư nhân                                                          | 1890/12                                     |
|          | Pêcheuse                                                       | 1890             | 158 x 89 cm      |                                                                                         | Bộ sưu tập tư nhân                                                          | 1890/13                                     |
|          | Boucles d'oreilles                                             | 1890 (daté 1891) | 121 x 77,5 cm    |                                                                                         | Bộ sưu tập tư nhân                                                          | 1890/14                                     |
|          | Pandore                                                        | 1891             | 92,5 x 64,5 cm   |                                                                                         | Bộ sưu tập tư nhân                                                          | 1890/15                                     |
|          | La cruche cassée                                               | 1891             | 134,6 x 83,8 cm  |                                                                                         | San Francisco, Legion of Honor, Fine Arts Museum                            | 1891/01                                     |
|          | Le goûter aux champs                                           | 1891             | 89,5 x 65 cm     |                                                                                         | Bộ sưu tập tư nhân                                                          | 1891/02                                     |
|          | Petite bergère                                                 | 1891             | 155,5 x 86,5 cm  |                                                                                         | Bộ sưu tập tư nhân                                                          | 1891/03                                     |
|          | Tricoteuse                                                     | 1891             | 97 x 61 cm       |                                                                                         | Bộ sưu tập tư nhân                                                          | 1891/04                                     |
|          | L'Amour mouillé                                                | 1891             | 155,5 x 84,5 cm  |                                                                                         | Bộ sưu tập tư nhân                                                          | 1891/05                                     |
|          | Premiers bijoux                                                | 1891             | 172,5 x 111 cm   |                                                                                         | Bộ sưu tập tư nhân                                                          | 1891/06                                     |
|          | Gardeuse d'oies                                                | 1891             | 152,5 x 73,5 cm  |                                                                                         | Ithaca (New York), Cornell University, The Herbert F. Johnson Museum of Art | 1891/07                                     |
|          | Au bord du ruisseau                                            | 1891             | 131,5 x 76 cm    |                                                                                         | Không rõ                                                                    | 1891/08                                     |
|          | L'abri                                                         | 1891             | 122 x 91,5 cm    |                                                                                         | Bộ sưu tập tư nhân                                                          | 1891/09                                     |
|          | Avant le bain                                                  | 1891             | 137 x 87 cm      |                                                                                         | Bộ sưu tập tư nhân                                                          | 1891/10                                     |
|          | Avant le bain (réplique inachevée)                             | 1891             | 131,5 x 75,5 cm  |                                                                                         | Bộ sưu tập tư nhân                                                          | 1891/10A                                    |
|          | L'Inspiration                                                  | 1891             | 115,5 x 75 cm    |                                                                                         | Bộ sưu tập tư nhân                                                          | 1891/11                                     |
|          | Méditation                                                     | 1891             |                  |                                                                                         | Không rõ                                                                    | 1891/12                                     |
|          | Le captif                                                      | 1891             | 131 x 77,5 cm    |                                                                                         | Toledo, Museum of Art                                                       | 1891/13                                     |
|          | L'Amour au repos                                               | 1891             | 45 x 22,5 cm     |                                                                                         | Bộ sưu tập tư nhân                                                          | 1891/14                                     |
|          | Le travail interrompu                                          | 1891             | 162 x 100 cm     |                                                                                         | Amherst (Massachusetts), Amherst College, Mead Art Museum                   | 1891/15                                     |
|          | Le travail interrompu (réduction)                              | 1891             | 100 x 61 cm      |                                                                                         | Bộ sưu tập tư nhân                                                          | 1891/15A                                    |
|          | L'éveil du cœur                                                | 1892             | 160 x 111 cm     |                                                                                         | Bộ sưu tập tư nhân                                                          | 1892/01                                     |
|          | Psyché                                                         | 1892             | 107 x 65 cm      |                                                                                         | Bộ sưu tập tư nhân                                                          | 1892/02                                     |
|          | Marie-Madeleine                                                | 1892             |                  |                                                                                         | Không rõ                                                                    | 1892/03                                     |
|          | Le guêpier                                                     | 1892             | 213 x 152,5 cm   |                                                                                         | Bộ sưu tập tư nhân                                                          | 1892/04                                     |
|          | Antoinette                                                     | 1892             |                  |                                                                                         | Không rõ                                                                    | 1892/05                                     |
|          | Portrait de Mademoiselle H. Avon                               | 1892             |                  |                                                                                         | Không rõ                                                                    | 1892/06                                     |
|          | La cage vide                                                   | 1892             | 119 x 76 cm      |                                                                                         | Bộ sưu tập tư nhân                                                          | 1892/08                                     |
|          | Offrande à l'Amour                                             | 1893             | 300 x 230 cm     | Détruit dans l'incendie du Jockey Club de Buenos Aires en 1953.                         | Détruit                                                                     | 1893/01                                     |
|          | L'agrafe                                                       | 1893             | 107 x 65 cm      |                                                                                         | Không rõ                                                                    | 1893/02                                     |
|          | Le papillon                                                    | 1893             | 93 x 66 cm       |                                                                                         | Bộ sưu tập tư nhân                                                          | 1893/03                                     |
|          | Jeunesse                                                       | 1893             | 189 x 123 cm     |                                                                                         | Bộ sưu tập tư nhân                                                          | 1893/04                                     |
|          | La jeune ouvrière                                              | 1893             | 142 x 87,5 cm    |                                                                                         | Bộ sưu tập tư nhân                                                          | 1893/05                                     |
|          | Allant à la fontaine                                           | 1893             | 95 x 58 cm       |                                                                                         | Louisville (Kentucky), J.B. Speed Museum                                    | 1893/06                                     |
|          | Marchande de pommes                                            | 1893             | 96,5 x 61 cm     |                                                                                         | Bộ sưu tập tư nhân                                                          | 1893/07                                     |
|          | L'Innocence                                                    | 1893             | 178 x 94 cm      |                                                                                         | Không rõ                                                                    | 1893/08                                     |
|          | L'Innocence (réduction)                                        | 1893             | 100 x 52,5 cm    |                                                                                         | Mexico, Fondation Juan Antonio Pérez Simon                                  | 1893/08A                                    |
|          | Rêverie sur le seuil                                           | 1893             |                  |                                                                                         | Bộ sưu tập tư nhân                                                          | 1893/09                                     |
|          | La perle                                                       | 1894             | 147,5 x 78,5 cm  |                                                                                         | Bộ sưu tập tư nhân                                                          | 1894/01                                     |
|          | La perle (seconde version)                                     | 1894             | 140 x 80 cm      |                                                                                         | Bộ sưu tập tư nhân                                                          | 1894/02                                     |
|          | Souvenir                                                       | 1894             | 71 x 51 cm       |                                                                                         | Bộ sưu tập tư nhân                                                          | 1894/03                                     |
|          | Le secret                                                      | 1894             | 96,5 x 62 cm     |                                                                                         | Bộ sưu tập tư nhân                                                          | 1894/04                                     |
|          | Gardeuse de dindons                                            | 1894             | 105,5 x 70 cm    |                                                                                         | Không rõ                                                                    | 1894/05                                     |
|          | L'Amour à l'épine                                              | 1894             | 125,5 x 80 cm    |                                                                                         | Bộ sưu tập tư nhân                                                          | 1894/06                                     |
|          | L'Amour piqué                                                  | 1894             | 123 x 78 cm      |                                                                                         | Không rõ                                                                    | 1894/07                                     |
|          | La Palme                                                       | 1894             | 100 x 57 cm      |                                                                                         | Bộ sưu tập tư nhân                                                          | 1894/08                                     |
|          | Le lever                                                       | 1894             | 95,5 x 61 cm     |                                                                                         | Bộ sưu tập tư nhân                                                          | 1894/09                                     |
|          | Glâneuse                                                       | 1894             | 106,5 x 65 cm    |                                                                                         | Bộ sưu tập tư nhân                                                          | 1894/10                                     |
|          | Pâquerettes                                                    | 1894             | 91,5 x 56 cm     |                                                                                         | Bộ sưu tập tư nhân                                                          | 1894/11                                     |
|          | Après le bain                                                  | 1894             | 155 x 86,5 cm    |                                                                                         | Bộ sưu tập tư nhân                                                          | 1894/12                                     |
|          | Bacchante                                                      | 1894             | 152,5 x 89 cm    |                                                                                         | Bộ sưu tập tư nhân                                                          | 1894/13                                     |
|          | Prêtresse de Bacchus                                           | 1894             | 170 x 90 cm      |                                                                                         | Không rõ                                                                    | 1894/14                                     |
|          | Rêverie                                                        | 1894             | 112 x 71 cm      |                                                                                         | Bộ sưu tập tư nhân                                                          | 1894/15                                     |
|          | Jeune fille et l'Amour                                         | 1894             | 77 x 50 cm       |                                                                                         | Bộ sưu tập tư nhân                                                          | 1894/16                                     |
|          | Portrait de Maître Adrien Huard                                | 1894             |                  |                                                                                         | Không rõ                                                                    | 1894/17                                     |
|          | Autoportrait                                                   | 1895             | 53 x 46 cm       |                                                                                         | Florence, Galerie des Offices                                               | 1895/01                                     |
|          | L’Âme                                                          | 1895             |                  |                                                                                         | Không rõ                                                                    | 1895/02                                     |
|          | Le ravissement de Psyché                                       | 1895             | 209 x 120 cm     | En dépôt à long terme au University of Virginia Art Museum, Charlottesville (Virginie). | Bộ sưu tập tư nhân                                                          | 1895/03                                     |
|          | Espièglerie                                                    | 1895             | 95 x 59,5 cm     |                                                                                         | Bộ sưu tập tư nhân                                                          | 1895/04                                     |
|          | Le goûter                                                      | 1895             | 115,5 x 70 cm    |                                                                                         | Bộ sưu tập tư nhân                                                          | 1895/05                                     |
|          | En pénitence                                                   | 1895             | 131 x 77,5 cm    |                                                                                         | Bộ sưu tập tư nhân                                                          | 1895/06                                     |
|          | L'iris                                                         | 1895             | 46 x 38 cm       |                                                                                         | Princeton (New Jersey), Princeton University Art Museum                     | 1895/07                                     |
|          | Fardeau agréable                                               | 1895             | 112 x 76 cm      |                                                                                         | Bộ sưu tập tư nhân                                                          | 1895/08                                     |
|          | Le chant du rossignol                                          | 1895             | 148,5 x 94,5 cm  |                                                                                         | Dayton (Ohio), Art Institute                                                | 1895/09                                     |
|          | Le gué                                                         | 1895             | 160 x 74 cm      |                                                                                         | Bộ sưu tập tư nhân                                                          | 1895/10                                     |
|          | Bergère                                                        | 1895             | 110,5 x 75,5 cm  |                                                                                         | Bộ sưu tập tư nhân                                                          | 1895/11                                     |
|          | La fleur préférée                                              | 1895             | 158,5 x 91,5 cm  |                                                                                         | Bộ sưu tập tư nhân                                                          | 1895/12                                     |
|          | Sur la plage                                                   | 1895             | 81 x 117 cm      |                                                                                         | Bộ sưu tập tư nhân                                                          | 1895/13                                     |
|          | La liseuse                                                     | 1895             | 117 x 80,5 cm    |                                                                                         | Bộ sưu tập tư nhân                                                          | 1895/14                                     |
|          | Les deux sœurs                                                 | 1895             | 145 x 89 cm      |                                                                                         | Bộ sưu tập tư nhân                                                          | 1895/15                                     |
|          | Autoportrait                                                   | 1895             | 164 x 98 cm      |                                                                                         | Anvers, musées royaux des Beaux-Arts                                        | 1895/16                                     |
|          | La brise du printemps                                          | 1895             | 98,5 x 65,5 cm   |                                                                                         | Bộ sưu tập tư nhân                                                          | 1895/17                                     |
|          | Souvenir                                                       | 1895             | 116 x 68,5 cm    |                                                                                         | Pittsburgh, Carnegie Museum of Art                                          | 1895/18                                     |
|          | Petite fille tenant des pommes dans les mains                  | 1895             | 93,5 x 55 cm     |                                                                                         | Bộ sưu tập tư nhân                                                          | 1895/21                                     |
|          | Portrait de Mademoiselle F.A.                                  | 1895             | 65 x 54 cm       |                                                                                         | Bộ sưu tập tư nhân                                                          | 1895/22                                     |
|          | Portrait de Louise de Rohan-Chabot, comtesse de Cambacérès     | 1895             | 121 x 90,2 cm    |                                                                                         | Seattle, Art Museum                                                         | 1895/23                                     |
|          | Portrait de jeune fille                                        | 1896             | 46,5 x 38 cm     |                                                                                         | Bộ sưu tập tư nhân                                                          | 1896/01                                     |
|          | Les prûnes                                                     | 1896             | 96,5 x 61 cm     |                                                                                         | Bộ sưu tập tư nhân                                                          | 1896/02                                     |
|          | La vague                                                       | 1896             | 117 x 157 cm     |                                                                                         | Bộ sưu tập tư nhân                                                          | 1896/03                                     |
|          | Médiation                                                      | 1896             | 100 x 74 cm      |                                                                                         | Syracuse (New York), Syracuse University Art Collection                     | 1896/04                                     |
|          | Rêverie                                                        | 1896             |                  |                                                                                         | Không rõ                                                                    | 1896/05                                     |
|          | Secrets de l'Amour                                             | 1896             | 130 x 91,5 cm    |                                                                                         | Bộ sưu tập tư nhân                                                          | 1896/06                                     |
|          | Aux aguets                                                     | 1896             | 130 x 81 cm      |                                                                                         | Bộ sưu tập tư nhân                                                          | 1896/07                                     |
|          | Aux aguets (tête)                                              | 1896             |                  |                                                                                         | Không rõ                                                                    | 1896/08                                     |
|          | Petite fille au bouquet                                        | 1896             | 66 x 54,5 cm     |                                                                                         | Bộ sưu tập tư nhân                                                          | 1896/09                                     |
|          | Yvonne                                                         | 1896             | 87,5 x 54,5 cm   |                                                                                         | Bộ sưu tập tư nhân                                                          | 1896/10                                     |
|          | Sœurs sur le rivage                                            | 1896             | 142,2 x 91,4 cm  |                                                                                         | Detroit, Institute of Arts                                                  | 1896/11                                     |
|          | Une vocation                                                   | 1896             | 104 x 71 cm      |                                                                                         | Cleveland, Museum of Art                                                    | 1896/13                                     |
|          | Sourire d'avril                                                | 1896             |                  |                                                                                         | Bộ sưu tập tư nhân                                                          | 1896/14                                     |
|          | Blessures d'amour                                              | 1897             | 192 x 114,5 cm   |                                                                                         | Bộ sưu tập tư nhân                                                          | 1897/01                                     |
|          | Compassion                                                     | 1897             | 261 x 120 cm     |                                                                                         | Paris, musée d'Orsay                                                        | 1897/02                                     |
|          | Les agneaux                                                    | 1897             | 182 x 92 cm      |                                                                                         | Bộ sưu tập tư nhân                                                          | 1897/03                                     |
|          | Réflexion                                                      | 1897             | 116 x 79 cm      |                                                                                         | Shawnee (Oklahoma), Mabee-Gerrer Museum                                     | 1897/04                                     |
|          | Irène                                                          | 1897             | 46 x 38 cm       |                                                                                         | Bộ sưu tập tư nhân                                                          | 1897/05                                     |
|          | Les pommes                                                     | 1897             | 65 x 51,5 cm     |                                                                                         | Madison (Wisconsin), University of Wisconsin-Madison, Chazen Museum of Art  | 1897/06                                     |
|          | A la fontaine                                                  | 1897             | 142 x 86,5 cm    |                                                                                         | Bộ sưu tập tư nhân                                                          | 1897/08                                     |
|          | La cueillette                                                  | 1897             | 136 x 90 cm      |                                                                                         | Không rõ                                                                    | 1897/09                                     |
|          | L'admiration                                                   | 1897             | 147 x 200 cm     |                                                                                         | San Antonio, Museum                                                         | 1897/10                                     |
|          | Les petites amies                                              | 1898             | 131 x 85 cm      |                                                                                         | Bộ sưu tập tư nhân                                                          | 1898/01                                     |
|          | Goûter frugal                                                  | 1898             | 89,5 x 56 cm     |                                                                                         | Không rõ                                                                    | 1898/02                                     |
|          | L'Assaut                                                       | 1898             | 155,8 x 106,2 cm |                                                                                         | Paris, musée d'Orsay                                                        | 1898/03                                     |
|          | Inspiration                                                    | 1898             | 100 x 66 cm      |                                                                                         | Bộ sưu tập tư nhân                                                          | 1898/04                                     |
|          | Le narcisse                                                    | 1898             | 46 x 38 cm       |                                                                                         | Varsovie, musée de l'Archidiocèse                                           | 1898/05                                     |
|          | Le rêve                                                        | 1898             | 100 x 69 cm      |                                                                                         | Bộ sưu tập tư nhân                                                          | 1898/06                                     |
|          | Réflexion                                                      | 1898             | 117 x 73 cm      |                                                                                         | Bộ sưu tập tư nhân                                                          | 1898/07                                     |
|          | Le voile                                                       | 1898             | 115 x 80 cm      |                                                                                         | Bộ sưu tập tư nhân                                                          | 1898/08                                     |
|          | Portrait de jeune fille                                        | 1898             | 39,5 x 32 cm     |                                                                                         | Bộ sưu tập tư nhân                                                          | 1898/09                                     |
|          | La couturière                                                  | 1898             | 115,5 x 71 cm    |                                                                                         | Bộ sưu tập tư nhân                                                          | 1898/10                                     |
|          | Le déjeuner                                                    | 1898             | 95 x 51 cm       |                                                                                         | Không rõ                                                                    | 1898/11                                     |
|          | Retour des champs                                              | 1898             | 128 x 71 cm      |                                                                                         | Bộ sưu tập tư nhân                                                          | 1898/12                                     |
|          | La tricoteuse                                                  | 1898             | 95 x 58 cm       |                                                                                         | Manchester, City Art Gallery                                                | 1898/13                                     |
|          | La révérence                                                   | 1898             | 138 x 74,5 cm    |                                                                                         | Bộ sưu tập tư nhân                                                          | 1898/14                                     |
|          | Les deux sœurs                                                 | 1899             | 144 x 77 cm      |                                                                                         | Bộ sưu tập tư nhân                                                          | 1899/01                                     |
|          | L'Amour et Psyché                                              | 1899             | 220 x 128 cm     |                                                                                         | Bộ sưu tập tư nhân                                                          | 1899/02                                     |
|          | Douleur d'amour                                                | 1899             | 163 x 102 cm     |                                                                                         | Bộ sưu tập tư nhân                                                          | 1899/03                                     |
|          | Bacchante                                                      | 1899             | 100 x 70,5 cm    |                                                                                         | Bộ sưu tập tư nhân                                                          | 1899/04                                     |
|          | Mimosa                                                         | 1899             | 46,5 x 38 cm     |                                                                                         | Không rõ                                                                    | 1899/05                                     |
|          | La marchande de citrons                                        | 1899             | 66 x 50 cm       |                                                                                         | Jerusalem, The Israël Museum                                                | 1899/06                                     |
|          | Le citron                                                      | 1899             | 45,5 x 35,5 cm   |                                                                                         | Không rõ                                                                    | 1899/07                                     |
|          | Rayon de soleil                                                | 1899             | 127 x 70 cm      |                                                                                         | Không rõ                                                                    | 1899/08                                     |
|          | Les giroflées                                                  | 1899             | 71,5 x 58,5 cm   |                                                                                         | Bộ sưu tập tư nhân                                                          | 1899/09                                     |
|          | L'ange (tête)                                                  | 1899             | 47 x 38 cm       |                                                                                         | Béziers, musée des Beaux-Arts                                               | 1899/10                                     |
|          | Le chardon                                                     | 1899             | 140 x 72,5 cm    |                                                                                         | Không rõ                                                                    | 1899/11                                     |
|          | L'espiègle                                                     | 1899             | 132 x 72,5 cm    |                                                                                         | Bộ sưu tập tư nhân                                                          | 1899/12                                     |
|          | Rêverie                                                        | 1899             | 112 x 76 cm      |                                                                                         | Không rõ                                                                    | 1899/13                                     |
|          | Goûter frugal                                                  | 1899             | 113 x 62 cm      |                                                                                         | Bộ sưu tập tư nhân                                                          | 1899/14                                     |
|          | La Vierge aux lys                                              | 1899             | 115,5 x 81 cm    |                                                                                         | Bộ sưu tập tư nhân                                                          | 1899/15                                     |

## Thập niên 1900
| Hình ảnh | Tựa đề                                                      | Năm  | Kích thước         | Ghi chú | Nơi bảo tồn                                                         | Số hiệu trong Danh mục (Bartoli-Ross, 2010) |
|          | Le jeune frère                                              | 1900 | 100 x 73 cm        |         | Bộ sưu tập tư nhân                                                  | 1900/01                                     |
|          | La Vierge aux anges                                         | 1900 | 285 x 185 cm       |         | Paris, musée du Petit-Palais                                        | 1900/02                                     |
|          | Un moment de repos                                          | 1900 | 149,5 x 72,5 cm    |         | Bộ sưu tập tư nhân                                                  | 1900/03                                     |
|          | Idylle enfantine                                            | 1900 | 102 x 130 cm       |         | Denver, Art Museum                                                  | 1900/04                                     |
|          | Branche de laurier                                          | 1900 | 115,5 x 70 cm      |         | Bộ sưu tập tư nhân                                                  | 1900/05                                     |
|          | Inspiration                                                 | 1900 |                    |         | Không rõ                                                            | 1900/06                                     |
|          | L'Amour voltigeant sur les eaux                             | 1900 | 170 x 103,5 cm     |         | Bộ sưu tập tư nhân                                                  | 1900/07                                     |
|          | Les prunes                                                  | 1900 | 106,7 x 96,5 cm    |         | Bộ sưu tập tư nhân                                                  | 1900/08                                     |
|          | Petite maraudeuse                                           | 1900 | 124 x 73,5 cm      |         | Bộ sưu tập tư nhân                                                  | 1900/09                                     |
|          | Marguerite                                                  | 1900 | 95 x 60 cm         |         | Bộ sưu tập tư nhân                                                  | 1900/10                                     |
|          | Avant le bain                                               | 1900 | 134,5 x 75 cm      |         | Bộ sưu tập tư nhân                                                  | 1900/11                                     |
|          | Portrait de Madame Victor Olry Roederer, née Mathilde Mitre | 1900 | 196 x 108 cm       |         | Reims, Champagne Roederer                                           | 1900/12                                     |
|          | Portrait de Marius Vachon                                   | 1900 | 46 x 38 cm         |         | Bộ sưu tập tư nhân                                                  | 1900/13                                     |
|          | Deux sœurs                                                  | 1901 | 110,5 x 78,5 cm    |         | Appleton (Wisconsin), Lawrence University                           | 1901/01                                     |
|          | La paresseuse                                               | 1901 | 157,5 x 78,5 cm    |         | Không rõ                                                            | 1901/02                                     |
|          | Rêve de printemps                                           | 1901 | 185,5 x 131 cm     |         | Indianapolis, Museum of Art                                         | 1901/03                                     |
|          | Tendres propos                                              | 1901 | 190,5 x 122 cm     |         | Winter Park (Floride), Cornell Museum of Fine Arts                  | 1901/04                                     |
|          | L'Amour s'envole                                            | 1901 | 170 x 112 cm       |         | Seattle, Frye Art Museum                                            | 1901/05                                     |
|          | Sollicitude maternelle                                      | 1901 | 155 x 81 cm        |         | Bộ sưu tập tư nhân                                                  | 1901/06                                     |
|          | Le livre de prix                                            | 1901 | 115 x 67 cm        |         | Bộ sưu tập tư nhân                                                  | 1901/07                                     |
|          | Le goûter                                                   | 1901 | 88,5 x 55,8 cm     |         | Bộ sưu tập tư nhân                                                  | 1901/08                                     |
|          | Yvonne sur le pas de la porte                               | 1901 | 95,5 x 63 cm       |         | Bộ sưu tập tư nhân                                                  | 1901/09                                     |
|          | Tricoteuse                                                  | 1901 | 90 x 54,5 cm       |         | Bộ sưu tập tư nhân                                                  | 1901/10                                     |
|          | L'attente                                                   | 1901 | 124,5 x 65 cm      |         | Bộ sưu tập tư nhân                                                  | 1901/11                                     |
|          | Les Oréades                                                 | 1902 | 237,5 x 181,5 cm   |         | Paris, musée d'Orsay                                                | 1902/01                                     |
|          | Modestie                                                    | 1902 | 160,5 x 72,5 cm    |         | Bộ sưu tập tư nhân                                                  | 1902/02                                     |
|          | Le jeune frère                                              | 1902 | 137 x 93 cm        |         | Richmond, Virginia Museum of Art                                    | 1902/03                                     |
|          | Jeune prêtresse                                             | 1902 | 181 x 81 cm        |         | Rochester (New York), University of Rochester, Memorial Art Gallery | 1902/04                                     |
|          | L'Attente                                                   | 1902 | 117 x 65,5 cm      |         | Bộ sưu tập tư nhân                                                  | 1902/05                                     |
|          | Dans les montagnes ou Femme aux chardons                    | 1902 | 116 x 73,5 cm      |         | Bộ sưu tập tư nhân                                                  | 1902/06                                     |
|          | Portrait de Mademoiselle x x                                | 1902 | 46,5 x 38,5 cm     |         | Bộ sưu tập tư nhân                                                  | 1902/07                                     |
|          | Au bord de la mer                                           | 1903 | 95 x 61 cm         |         | Bộ sưu tập tư nhân                                                  | 1903/01                                     |
|          | La Vague                                                    | 1903 | 80 x 174 cm        |         | Bộ sưu tập tư nhân                                                  | 1903/02                                     |
|          | La Vierge à l'agneau                                        | 1903 | 116 cm de diamètre |         | Bộ sưu tập tư nhân                                                  | 1903/03                                     |
|          | Admiration de l'Amour                                       | 1903 | 46 x 38 cm         |         | Không rõ                                                            | 1903/04                                     |
|          | La Madone aux roses                                         | 1903 | 132 x 89 cm        |         | Tarrytown (New York), Lyndhurst Castle, Jay Gould Museum            | 1903/05                                     |
|          | Ora Pro Nobis                                               | 1903 | 115 x 74,5 cm      |         | Không rõ                                                            | 1903/06                                     |
|          | Le Printemps                                                | 1903 | 195,5 x 106,5 cm   |         | Bộ sưu tập tư nhân                                                  | 1903/07                                     |
|          | Les marguerites                                             | 1903 | 114,5 x 71 cm      |         | Bộ sưu tập tư nhân                                                  | 1903/08                                     |
|          | Petite fille assise brodant                                 | 1903 | 128 x 66 cm        |         | Bộ sưu tập tư nhân                                                  | 1903/09                                     |
|          | La grappe de raisin                                         | 1903 |                    |         | Không rõ                                                            | 1903/10                                     |
|          | Une dryade                                                  | 1904 | 125 x 115 cm       |         | Bộ sưu tập tư nhân                                                  | 1904/01                                     |
|          | Beauté romane                                               | 1904 | 180,5 x 81 cm      |         | Mexico, Fondation Juan Antonio Pérez Simon                          | 1904/02                                     |
|          | L'Amour au repos                                            | 1904 | 93 x 64 cm         |         | Không rõ                                                            | 1904/03                                     |
|          | Far niente                                                  | 1904 | 120,5 x 76 cm      |         | Bộ sưu tập tư nhân                                                  | 1904/04                                     |
|          | L'Océanide                                                  | 1904 | 96 x 205 cm        |         | La Rochelle, musée des Beaux-Arts                                   | 1904/05                                     |
|          | Rêverie                                                     | 1904 | 116 x 81 cm        |         | Jacksonville (Floride), The Cummer Museum of Arts                   | 1904/06                                     |
|          | Méditation                                                  | 1904 | 91,5 x 64,5 cm     |         | Manchester (New Hampshire), Currier Gallery of Art                  | 1904/07                                     |
|          | Le glaïeul                                                  | 1904 | 106 x 71 cm        |         | Mobile (Alabama), Museum of Art                                     | 1904/08                                     |
|          | Madone                                                      | 1905 | 81,5 x 65 cm       |         | Bộ sưu tập tư nhân                                                  | 1905/01                                     |
|          | Réflexion                                                   | 1905 | 100,5 x 81 cm      |         | Không rõ                                                            | 1905/02                                     |
|          | Dans les bois                                               | 1905 | 162,5 x 94 cm      |         | Seattle, Frye Art Museum                                            | 1905/03                                     |
|          | La corbeille de fruits                                      | 1905 | 110,5 x 77 cm      |         | Bộ sưu tập tư nhân                                                  | 1905/04                                     |
|          | Le brin de genêt                                            | 1905 | 87,5 x 58 cm       |         | Bộ sưu tập tư nhân                                                  | 1905/06                                     |
|          | Jeune fille assise tenant une pomme                         | 1905 | 88,9 x 57,8 cm     |         | Dallas, Museum of Art                                               | 1905/07                                     |
|          | Méditation                                                  | 1905 | 105,5 x 71 cm      |         | Không rõ                                                            | 1905/08                                     |